# 個人情報漏洩
個人情報漏洩（こじんじょうほうろうえい、こじんじょうほうろうせつ）とは、個人情報が漏洩・流出すること。「個人情報を保有する者」および「個人情報に該当する者」の意図に反して、本来は秘匿されるべき個人情報が不特定多数の第三者に流出したり、侵害者に取得されることをいう。当該個人情報が顧客情報の場合は、顧客情報漏洩（こきゃくじょうほうろうえい、こきゃくじょうほうろうせつ）ともいう。また、「漏洩」ではなく「流出」と呼ぶこともある。
英語では、leakage [leak] of personal information、personal data breachなどと呼ばれる。なお、データ漏洩（data leak）とデータ侵害（data breach）は同義語として解説されることも少なくないが、本来は区別すべき用語である。

## 個人情報漏洩に至る要因
従来は紙面などによる各種の名簿を通じた漏洩が主だったが、近年は個人情報の電子データ化（Microsoft Access、Excelなどによるデータベース化）が進んでおり、また情報通信が発達したことから、パーソナルコンピュータやインターネットが何らかの形で絡み情報漏洩に至るケースが個人・法人（団体）問わず増えている。また、コンピュータの外部記憶媒体が技術革新によって大容量化し、なおかつ電子データを大量かつ容易にコピーできるようになったこともあいまって、大規模な個人情報の流出が頻繁に起きている。
報道により公になった漏洩事案の具体的な事例・事件は、個人情報漏洩の事例と原因および主な個人情報漏洩事件の項目を参照。

### 典型的な事例

#### ノートパソコンなどのモバイル機器や記録メディアの持ち運び
営業で外出する際や自宅など外部で仕事をする際に、ノートパソコンを持ち歩き、何処かに置き忘れたり置引きや車上荒らしで盗難に遭ったりする。ノートパソコンは持ち運びに便利で外出先でも顧客情報を見ることができるので重宝されるが、一方でノートパソコンそのものが中古でも高く売れるため、盗難に遭うリスクが高い。記録メディアの持ち運びも危険である。特に2000年以降に発達したUSBメモリやカード型フラッシュメモリ（SDカードなど）は小型かつ大容量で紛失の恐れが高い。また、携帯電話の電話帳（アドレス帳）のデータも個人情報に該当するため、携帯電話の紛失・盗難の際、何らかのロック対策を施していない場合は容易に個人情報が漏洩する危険がある。

#### コンピュータウイルスの感染
コンピュータウイルスに感染することで、パソコン内部の情報をネットワーク上に公開し、インターネット経由で流出に至るケースも増えている。特にファイル共有ソフト（Winny、Shareなど）を使用することによるリスクを熟知せず安易に個人情報の入った業務用パソコンにインストールしたり、あるいはファイル共有ソフトがインストールされている私物パソコンに個人情報を入れてしまったりして、ウイルスに感染し流出事故に至るケースが多い。

#### 不正アクセスによる攻撃
ネットワークに接続されたコンピュータに対する全ての不正アクセスを防止することは不可能である。悪意あるハッカー（クラッカー）による電子情報の窃盗は、営利目的や示威行為から愉快犯（スクリプトキディ）まで後を絶たない。

#### 関係者の作業ミス
ECサイトなど、顧客情報が保存されているインターネット上のサーバにおいて、関係者が作業ミスにより、顧客情報を外部から制限なく閲覧可能な状態にしてしまうケースがある。また、個人情報を電子メールで送付するにあたり、全く関係のない宛先へ誤送信し、相手先に情報が漏洩してしまうケースもある。

#### 関係者による意図的な情報の流出
個人情報および電子データを本来の目的以外（転売、報復など）で利用・流用するために、関係者が意図的に外部へ持ち出したり外部に公開されるケースがある。電子情報の場合はネットワークを通じて流出させたり、情報をコピーしたUSBメモリなどを持ち帰る。紙面など書類の個人情報を持ち帰る場合ももちろん考えられる。上述の諸要因とは異なり、関係者が意図的に行う情報漏洩である。

## 法人・団体からの漏洩事故
法人・団体は、事業遂行のため大量の顧客情報を取り扱うことが多く、住所・氏名・電話番号以外にも、メールアドレス、クレジットカード番号、銀行口座情報、特定の商品やサービスの利用履歴、家族構成、病歴などのプライバシー情報といったように、各法人の目的にもよるが保持しうる情報は幅広い。
ひとたび流出し、悪意のある第三者にコピーされれば大規模な流出事故になる可能性があり、また各個人に対する二次的被害が発生するおそれがあるため、当該個人情報が流出せぬよう徹底的な管理が求められる。そのような中で流出事故を起こしてしまうと、社会からの信用が失墜するばかりか、流出被害に遭った各個人に対する補償による損失も起こり、株価暴落など企業存続に直結する事態にもなりうる。

### 個人情報漏洩事故の原因と予防
盗難や紛失のリスクが高い物は、外部へ持ち運ぶ行為そのものを控えなければならず、やむをえず持ち運ぶ場合は細心の注意を払うのはもちろん、万が一のことも考えて暗号化やパスワードで対策する必要がある（ただし、個人情報の定義として、「暗号化などによって秘匿化されているかどうかを問わない（が、高度な暗号化などによる秘匿化を講じることは望ましい）」とする省庁もある。）ウイルスの感染も、ウイルス対策ソフトを導入し常に最新の状態にしておき、ウイルス感染へのリスクが高いファイル共有ソフトを使用しないよう徹底する必要がある。したがって、ノートパソコンや記録メディアを持ち運んだことで盗難や紛失に至った場合も、コンピュータウイルスに感染し個人情報をインターネット上にばら撒いてしまった場合も、個人情報を扱う者の不注意あるいは知識のなさ（リスクへの認識の甘さ）が原因とされる。
このような形での個人情報漏洩を防ぐためには、まずは個人情報を扱う者への教育が必須である。個人情報を扱う企業や役所は、個人情報の徹底管理を社員・職員に教育しなければならないが、それだけでは個人情報漏洩を完全に防ぐことはできないので、必要に応じて下記のような対策を施さなければならない。

### 個人情報漏洩のリスクへの対策
ISMSやJIS Q 15001監査ガイドライン、経済産業分野のガイドライン等を参考にしながら「組織的」「人的」「技術的」「物理的」の4つのカテゴリーで対策を考えることが重要である。
- 組織的
- 人的
  - 　全従業員への個人情報取り扱い方や意識向上への教育
- 技術的
  - インターネットやLANなどへの接続を制限または禁止する（スタンドアロン化など）。
  - 業務情報へのアクセス権限を明確にし、担当外業務の資料など、業務上不必要な情報にアクセスさせない。
  - 電子メールやネットサーフィン（SNS、オンラインストレージ、アダルトサイト等）やその他通信を制限または禁止する。
  - やむを得ず社外に情報を持ち出す際にはパスワードの設定や暗号化や 秘密分散 を行い、第三者に渡っても参照できなくする（ただし、前述のように、暗号化などを施しても「個人情報には変わりない」とするガイドラインも存在する）。
  - 業務用途のパソコンなどに業務とは無関係なソフトウェア（特にファイル共有ソフト）をインストールさせない。
  - 個人情報が記録されているパソコンにIDカードや指紋での認証システムを導入。
- 物理的
  - 職場などへのストレージメディア（USBメモリ、SDメモリーカード、CD-RWなど）の持ち込みおよび使用を禁止する。
  - 職場などへの情報通信機器（カメラ付き携帯電話やスマートフォン、タブレット端末、スマートウォッチなど）の持ち込みおよび使用を禁止する。
  - 個人情報を扱う部屋の出入り口に、セキュリティゲート・金属探知機・監視カメラ・生体認証・暗証番号を設置する。

などの対策を必要に応じて導入することが重要である。
個人情報漏洩事故を直接防ぐものではないが、事故に至った場合の賠償金確保の意味も兼ね、直接指揮下にある派遣社員や契約社員、パート・アルバイト従業員（短期・長期問わず）に対してばかりではなく、業務を請負させた企業の従業員にも直接、賠償条項を入れた守秘義務の実印が入った誓約書（20歳未満や高校生の場合は実印入りの誓約書に加え、法定代理人の承諾書、戸籍謄本）印鑑証明書を提出させたり、連帯保証人を求める（場合により2人以上とする）企業もある（損害賠償の上限額を1億円にしたり、故意や重大な過失の場合と記載するとある）。

## 一個人の過失などに起因する個人情報漏洩
個人情報の漏洩事故は法人・団体のみが起こすものではない。個人単位での個人情報漏洩も起こりうる。
インターネットが普及し、個人でもパソコンやスマートフォンを利用するケースが珍しくなくなった現代では、これを通じた形での情報漏洩事案が増えている。
投稿者本人が自身のブログやSNSに自らの個人情報を投稿したり、デジタルカメラに搭載されているExif情報に含まれるサムネイル、位置情報や、映り込んだ風景をGoogle ストリートビューなどで照合できる写真（投稿者の活動場所や居住地などを特定される）を投稿するケースは、コンピュータネットワークや情報漏洩に対する認識不足や作業ミスが要因である。識者によってはFacebookなどのSNSは、それ自体が利用者本人とその周囲の（SNSを利用しない人々を含めた）人物の個人情報を意図せず流出させてしまうとする意見もある。
ネットリンチや少年犯罪の追及のため、一個人が他人の個人情報を意図的に漏洩させるというケースは、意図的な情報流出にあたる。炎上事案の当事者となったり、或いは当事者の関係者として巻き添いを食うケースでは、中華人民共和国の人肉検索とほぼ類似した手法・経過により攻撃対象の居住地や趣味嗜好などが解析されていくケースが見られ、こうした攻撃の際には最終的に攻撃対象に近い関係者から怨恨感情などを利用して、個人特定に繋がる情報を引きずり出すヒューミントに近い手法も用いられ、最悪の場合には攻撃者により集積された情報が一挙に暴露される事で攻撃対象にデジタルタトゥーが刻み付けられたり、それが呼び水となって発端となったトラブルとは本来無関係な「好奇心を持つ不特定多数の人物」が攻撃対象への攻撃（ネットいじめ）に参加するサイバーストーカーに発展しうる。
コンピュータウイルスにより個人情報が漏洩する事案もあり、WinnyなどのPeer to Peerによるファイル共有ソフトを通じて感染が広がったAntinnyなどは、個人情報のみならず、法人の機密情報などの情報漏洩にも発展した。

### 漏洩防止のための対策
攻撃者が高度な情報収集能力を持つハッカーであった場合、過去に発生した企業・団体による複数の情報流出事案の個人情報を複合的に解析する事で、攻撃対象者の個人情報やネット上での活動の特定に繋げていく場合もある為、必ずしも完全なものではないが、少なくとも下記の項目を励行する事で技術力が比較的低い愉快犯による模倣に伴う被害の減少はある程度期待できる。

#### ソフトウェア利用上の対策
まず、インターネットを通じた情報漏洩事故を防ぐためには、個人用途であろうとウイルス対策ソフトを導入することは、必要不可欠である。
また、ウイルス対策ソフトを含め、OS、ファームウェアやその他ソフトウェアは常に最新版を利用することで既存の脆弱性が悪用されることを防ぐことが可能である。

#### 認証上の対策
パスワードはサービスやアカウントごとに別のものを設定し、IDやメールアドレスその他個人情報（生年月日や電話番号など）から推測出来ない安全な（複雑で推測しにくい）パスワードを利用する必要がある。また、パスワードなどの認証情報は他人に聞かれても教えてはならない。パスワードを記憶しておくことが困難な場合はパスワードマネージャーなどの利用も検討すべきである。
TOTPなどの二要素認証が利用可能な場合は利用することでセキュリティを向上させることが可能である。

#### メールアドレス管理上の対策
メールアドレスに関しては、個人ホームページやインターネット掲示板など公の場に公開するメールアドレスと、通販サービスや動画閲覧などのID登録に用いるメールアドレスに同一のものを使用しない。メールアドレスを取得する際にハンドルネームなどの文字列は使用しない、またメールアドレスの文字列をそのまま登録ID名に使用しない。複数のSNSや個人ホームページを持ち、それぞれ別のハンドルネーム（別のパーソナリティ）を持って活動する場合は、メールアドレスも必ず別のものとし、一部でも同一の文字列を含むメールアドレスの公開は可能な限り避ける、等。
通販サービスや動画共有サービスなど、履歴やウィッシュリストといった公開可能なリスト機能を有するサービスを利用する際には、少なくともメールアドレスの文字列とIDが重複するような登録を避け、履歴やリストも必ず非公開に設定する。「秘密の質問と答え」によりパスワードの再設定を行う仕組みのサービスの場合には、質問と答えを常識では全く連想不可能な組み合わせにする（「家族の出身地は？」という問いに対して「自分が好きな食べ物」を設定する）などの手法も併用する事が望ましい。

#### 情報を公開する際の対策
SNSなどに写真を投稿する場合には、投稿前にExifやサムネイルを削除する、携帯電話やスマートフォンのGPSなど、位置情報サービスを写真撮影にも連動させる機能は解除しておく。また、特徴のある風景を背景に含む写真は、可能な限りトリミングするか、投稿自体を避けるなどの対応も必要となるが、最も根本的な対策としては、2006年3月15日にAntinnyに関して、当時の官房長官である安倍晋三が記者会見で「情報漏洩を防ぐ最も確実な対策は、パソコンでWinnyを使わないことだ」と述べたように、情報流出の原因となりうる行動やサービスの利用を最初から行わないという選択も、時には必要となりうる。

#### 暗号化などの対策
個人情報などの重要な情報が含まれるファイルや重要な情報を保存しているPCやスマートフォン、タブレット端末などのデバイスは暗号化することで窃盗などが発生した場合に窃盗者が情報を閲覧できなくなるため、対策として有効である。

#### 利用しないサービスへの対策
今後利用する予定のないサービスのアカウントなどがある場合はアカウントを削除することで利用していないアカウントを乗っ取られるなどの事態を防ぐことが可能である。

## 漏洩に伴う危険性
個人情報が外部に漏洩した場合、判明した情報が実社会の個人と関連付けされた上で拡散されるおそれがあるため、結果として企業活動や個人の私生活にも重大な影響が及ぶ場合があり、最悪の場合には漏洩した情報を悪用した脅迫やなりすまし、ストーカーなどの別の犯罪が誘発される可能性もある。
- クレジットカードの番号や銀行口座情報が流出した場合、直接的な金銭の盗難や、一方的に振り込み、不当な利息を請求する押し貸しなどが発生する恐れがある。
- 住所、氏名、性別、生年月日が流出した場合、現時点での年齢が容易に特定できるため、特定の年齢層（特に児童）が狙われる恐れがある。
- 名簿が流出した場合、特定の団体や集合体に個人が所属している事実が暴露される他、名簿を悪用した悪徳商法などの二次被害が発生する恐れがある。
- クレジットカード履歴やポイントカードの情報が流出した場合、商品の購入履歴が暴露されるため、購入している物品の性質によっては個人の性癖や、思想信条が明らかとされてしまう場合がある。
- 会員制電子掲示板などの会員情報が流出した場合、ログイン情報や書き込み履歴などからその個人のネット上での活動や、思想信条などが暴露される恐れがある。こうした漏洩が切っ掛けとなり、ネット上での炎上を誘発する可能性や、その個人が実社会で所属する会社や団体などに漏洩情報の拡散や電凸をされるなどの二次被害が発生する恐れがある。
- 例え電子メールのアドレスのみが流出した場合（自ら公開しているものも含まれる）でも、個人全体の特定に繋がりかねない危険性は潜んでいる。
  - Amazon.co.jpでは、電子メールアドレスで検索すると、登録ユーザーの「ほしい物リスト」が表示される機能があり、デフォルトではアカウント作成時に入力する本名が表示される為、この機能を悪用する事で本名の特定に繋がりうる[12] 場合がある。また、これに加えてメールアドレスの持ち主が世帯主であり、ハローページなどの個人電話帳への掲載拒否を行っていなかった場合、ネットの電話帳で検索する事で、居住地そのものまで特定されてしまう場合もある。
  - ポータルサイトやインターネットプロバイダによってはパスワードを忘れた際の再設定の枠組みとして、本人でしか知り得ない「秘密の質問とその答え」を問答する事で、入力されたメールアドレスへの確認メールの受け渡しを経ずに、その場でパスワードの再設定が可能な仕組みを採用しているものがあり（Yahoo! JAPANなど）、この場合秘密の質問に対する答の選択肢がごく限られた範囲で連想可能なものであった場合、万一攻撃者側の当て推量（総当たり攻撃）による質問の答えが正解すると、そのままアカウントを乗っ取られてしまう事にも繋がりかねない[13]。
  - インターネット上のサービスによっては、登録時のメールアドレスの@より前の文字列をそのままIDとして用いるサイトがあり、普段ハンドルネームを用いて活動している個人の場合、しばしばメールアドレスの文字列にハンドルネームそのものを入力している場合もある。このような場合、メールアドレスの前半部分で検索する事で、その人物のネット上での活動範囲の大まかな類推が可能となる場合もある。(動画共有サービスでメールアドレスの文字列がユーザーIDと重複していた場合、公開設定となっているウィッシュリストや閲覧履歴などから個人の趣味嗜好が類推されるなど。)
  - 例え個人情報の特定やアカウント乗っ取り等の事態に繋がらなかったとしても、インターネット上のサービスによっては、メールアドレスを用いたIDの新規登録の手続きを経る事で、単純にそのメールアドレスを用いる人物や団体がそのサービスを利用しているか否かを判定する事が可能な場合もある。2015年の佐野研二郎による2020年東京オリンピック公式エンブレム問題では、佐野がPinterestを利用しているか否かの判定に佐野が公開しているメールアドレスが利用され、「このメールアドレスはすでに使用中です」というID登録のエラーメッセージを根拠として、佐野の弁明に虚偽があるとして更に炎上が拡大した事例がある[14]。

## 事故発生件数拡大の要因
ソフトバンクBBの事件（Yahoo! BB顧客情報漏洩事件）をきっかけに、各企業が個人情報の管理体制の確認を行った結果、新たに情報漏洩が発覚したというケースが増えている。また、発生件数が増えているのは、個人情報の電子データ化と大容量化による弊害も要因の一つと考えられるが、最近の風潮により企業の不祥事の発覚を隠蔽せずに公開しているためではないかとも言われる。

## 個人情報漏洩の事例と原因
（流出規模（人数）は、いずれも最大の場合である）。
不正アクセス、なりすましによる事例
2014年 - 2018年に掛けて、不正アクセス攻撃による個人情報漏洩被害が漸増傾向にある。なお各件の出典は下記参照のこと。
- セブン・ペイのスマートフォン決済サービス「7pay」（セブン&アイ・ホールディングス系列）で、アカウントなりすまし・不正アクセスにより、個人情報、約5000万円の不正利用被害。（2019年7月4日時点）
- ユニクロ/ジーユーで、リスト型攻撃により46万件の漏洩。
- トヨタ自動車販売グループ系列会社で、不正アクセスにより約310万件の漏洩。

業務委託先を含む内部関係者による漏洩と思われる事例
- 帝京平成大学、学生のカウンセリングデータをカウンセラーが800人分を裏紙として利用し漏洩させる。（2023年）[16]帝京平成大学は業務委託先の東京海上日動キャリアサービス職員1名による私的持ち出しと、個人情報の裏紙利用による漏洩事実を認めた。
- 明海大学、学生の個人情報資料約100枚をパート職員が裏紙として利用し漏洩させる。（2023年）[17]こちらも明海大学がパート職員1名による私的持ち出しと、個人情報の裏紙利用による情報漏洩を認めた。このパート職員の勤務時期が明海大学2010年から2018年8月、帝京平成大学カウンセラーが2018年4月から2023年7月20日まで[18]と連続性があることから同一犯の疑いを強めた。
- 日本航空、公的書類やフライトレコーダーなど内部文書を裏紙として利用し漏洩させる。（2023年）[19]帝京平成大学の大規模情報漏洩事件の新聞記事を見た通報者によって内部告発された事件で、帝京平成大学の裏紙と同様に日本航空のフライトレコードや北京便パイロット名前、パスポート番号が記載された公的文書が裏紙として使われ漏洩した。航空関係者は「外部に流出するなんて考えられない」と口を揃えたと東京新聞は報じている。[19]
- 帝京平成大学、明海大学、日本航空の情報漏洩三件について東京新聞、読売新聞は同一時期の裏紙による情報漏洩に同一犯の疑いを滲ませている。「◆帝京平成大と「あまりに酷似」」（東京新聞）「また「裏紙」で流出」（東京新聞）「明海大学でも、裏紙再利用で個人情報流出…」（読売新聞）
- NTTドコモ、契約者の個人情報漏洩340件分。（2007年）ドコモ関西の販売代理店であるパナソニック・テレコム株式会社が運営するドコモショップ草津駅前店（滋賀県草津市、2008年10月19日閉店）のスタッフ（派遣社員）が業務中に不正検索し、顧客の住所・生年月日などの情報を社外（探偵事務所など）に漏らした。

東京在住の顧客より「携帯電話番号しか知らない人が突如自宅を尋ねてきた」とドコモに相談が有り事件が発覚した。ドコモが内部調査を進めるとドコモショップ草津駅前店の女性スタッフが該当顧客情報を検索していることが判明、スタッフにヒアリングしたところ事件性が高いと考えたドコモはスタッフを不正競争防止法違反で告発するがこれを罰する法律がなく、情報を漏洩したスタッフは不起訴処分となった。 スタッフと探偵事務所の間にもう一人の男性エージェントがいた。この女性スタッフは男性エージェントより「借金を返してもらえない、携帯番号しか分からない住所を調べて欲しい」と頼まれ数百件に及ぶ不正検索を続けていた（実際には男性エージェントと該当被害顧客間に金銭の貸し借りはない）。ドコモは事件を公表するが女性スタッフ名、男性エージェント名、探偵事務所名は伏せられている。探偵事務所は1件あたり7万円前後の報酬を得ていた（340名分とすると約2380万円）。NTTドコモは被害者を訪問、謝罪し、QUOカードを配布した。ドコモ関西が記者会見にて謝罪（関西地区のみ放映）、新聞に謝罪文掲載、顧客情報管理システムALADINのセキュリティー強化を行った。ドコモは本件解決に数億円の経費が掛かった。
- コスモ・ザ・カード会員の個人情報 923,239人分 （2004年、コスモ石油） [20]

事件への対応：2004年6月に調査結果を公表し、流出の可能性のある会員に「ガソリンマイル」50マイル分を付与した。また、2004年4月23日〜6月29日までネット会員のサービスを休止した。
- 102@Club会員の個人情報 131,742人分（2003年、東武鉄道） [21]

事件への対応：2004年3月に調査結果を公表し、102@Club事業の3ヶ月間の営業自粛と社長・副社長の同期間の月額報酬の20%減額を表明し、会員・元会員に、東武動物公園または東武ワールドスクウェアの入場券2枚を送付した。実際には2003年12月3日〜2004年8月25日まで102@Clubのサービスを休止した。
外出先でのパソコン・記憶媒体・資料などの紛失・盗難による漏洩の事例
- NTTドコモの販売代理店であるテレコム三洋株式会社（以下、テレコム三洋）新潟支店の社員が、同社が運営するドコモショップ新津店（新潟県新潟市）の事務所移転準備作業中に駐車場で「車上あらし」の被害に遭い、テレコム三洋が経理処理用に作成したドコモの顧客情報3万8483件を含む資料を保存していたUSBフラッシュメモリーが盗難に遭った。（2006年10月）[22]
- 電子決済サービス「カルレ」会員の個人情報 2,431人分 （2004年8月、NTTコミュニケーションズ）[23]
- 生命保険の顧客情報 1,456人分 （2004年9月、ソニー生命保険）[24][25]。
- 生命保険の顧客情報 303人分 （2004年8月、三井生命保険）[26]
- 顧客の個人情報 493人分 （2004年6月、中央三井信託銀行）[27]
- 兵庫県弁護士会所属の弁護士が、兵庫県姫路市内で発生した児童虐待傷害事件の参考人調書などの訴訟用資料を、神戸市内で大量に紛失していたことが判明した。（2011年11月、）

## 主な個人情報漏洩事件
| （凡例） | - 被害1万件以上、10万件以上、100万件以上、二次被害発生の報道や故意、その他適宜。 - 件数・人数は概数で良い - 日付は、事件発生日、発表日または報道日など。責任を代表する事業者名で記述。 - セキュリティコードのサーバへの保管は禁止されている。 |

### 2025年
| 日付      | 法人・団体名           | 件数・人数 | 漏洩原因                               | 漏洩内容・詳細・二次被害（悪用）など | 出典          |
| 2025/6/30 | 学悠出版株式会社       | 32万人     | 不正アクセス                           | 「愛知全県模試」のウェブサイトがSQLインジェクション攻撃を受け、データベースの情報（受験者の氏名、住所、電話番号、メールアドレス）が流出した可能性。 | [ 28 ] [ 29 ] |
| 2025/4/8  | 日本セラミック株式会社 | 3.76万人   | 不正アクセス（ランサムウェア攻撃など） | サーバーがランサムウェアに感染し、データが暗号化。取引先関係者の氏名・連絡先、従業員情報、株主の情報が漏洩した可能性。                              | [ 30 ] [ 31 ] |

### 2024年
| 日付      | 法人・団体名                       | 件数・人数 | 漏洩原因                               | 漏洩内容・詳細・二次被害（悪用）など | 出典          |
| 2024/8/5  | 三菱電機ホーム機器株式会社         | 231万人    | 不正アクセス                           | 家電製品のサービス履歴などを保管するサーバーに外部から不正アクセスがあった。                                                                                         | [ 32 ]        |
| 2024/8/28 | サノフィ株式会社                   | 73.5万人   | 不正アクセス                           | 海外の業務委託先コンサルタントがポリシーに違反し、個人PCにアクセス情報を保存していたことが原因。医療従事者の氏名、勤務先、専門分野、従業員の氏名などが流出。         | [ 33 ]        |
| 2024/8/20 | 株式会社公文教育研究会             | 76万人     | 不正アクセス（ランサムウェア攻撃など） | 業務委託先である株式会社イセトーがランサムウェア攻撃を受け、預けていた個人情報（生徒の氏名・教室名、指導者の氏名・住所・銀行口座情報など）が漏洩。                   | [ 34 ]        |
| 2024/7/17 | 東京ガスグループ                   | 416万人    | 不正アクセス                           | 子会社TGESのネットワークに侵入され、同社が保有していた委託元顧客情報などが漏洩した可能性。氏名、住所、連絡先、一部金融機関口座番号・マイナンバーが漏洩。             | [ 35 ]        |
| 2024/5/25 | 積水ハウス株式会社                 | 82.8万人   | 不正アクセス                           | 現在は運用していない旧ページのセキュリティ不備を突かれ、データベースに不正アクセスされた。                                                                           | [ 36 ]        |
| 2024/3/28 | 公益財団法人埼玉県健康づくり事業団 | 94万人     | 不正アクセス（ランサムウェア攻撃など） | X線画像読影システムがランサムウェア攻撃を受け、データが暗号化。委託元の自治体にも影響が波及。X線画像、氏名、年齢、生年月日、所見・判定などの医療情報に不正アクセス。 | [ 36 ] [ 37 ] |
| 2024/2/22 | 株式会社イズミ                     | 778万人    | 不正アクセス（ランサムウェア攻撃など） | VPN装置の脆弱性を突かれ侵入され、ランサムウェアにより、サーバーが暗号化。商品供給の不具合、販促活動の停止、決算報告の延期。                                          | [ 36 ]        |

### 2023年
| 日付       | 法人・団体名                           | 件数・人数                              | 漏洩原因                                   | 漏洩内容・詳細・二次被害（悪用）など | 出典          |
| 2023/12/7  | 株式会社モバイルファクトリー（NauNau） | 304万人（位置情報） 167万人（チャット） | 設定不備                                   | サービスのクラウドデータベースのセキュリティ設定が不適切な設定で運用され、外部から閲覧可能な状態にあった。位置情報、チャット内容、生年月日などが流出した。                                                               | [ 38 ]        |
| 2023/12/21 | 株式会社エイチーム                     | 93.6万人                                | 設定不備                                   | Googleドライブの共有設定不備が原因で、1,300以上のファイルが「リンクを知っている全員が閲覧可」の状態に。2022年にも同様のインシデントが発生していた。                                                                      | [ 39 ] [ 36 ] |
| 2023/11/27 | LINEヤフー株式会社                     | 51.9万人                                | 不正アクセス                               | 韓国NAVER Cloud社の委託先のPCがマルウェア感染。NAVER Cloud 社とLINEヤフーの従業者情報を扱う共通の認証基盤を経由し、共不正アクセス。顧客情報（利用者の性別・年代、スタンプ購入履歴、従業員情報など）が流出。              | [ 40 ]        |
| 2023/10/17 | NTT西日本グループ                      | 928万人                                 | 故意                                       | 子会社の元派遣社員が約10年間にわたり管理者権限を悪用し、顧客情報（氏名、住所、電話番号、生年月日、一部クレジットカード情報）を不正にダウンロード。名簿業者に売却していた。名簿業者への売却。二次被害の有無は継続調査中。 | [ 41 ]        |
| 2023/8/22  | 日本航空                               | 不明                                    | 機長による私的持ち出し及び裏紙利用         | 飲食店に遺棄したものが個人によって回収され通報される | [ 19 ]        |
| 2023/8/23  | 明海大学                               | 約100名                                 | パート職員による私的持ち出し及び裏紙利用   | 飲食店に遺棄したものが個人によって回収され通報される | [ 17 ]        |
| 2023/8/17  | 帝京平成大学                           | 約800名                                 | カウンセラーによる私的持ち出し及び裏紙利用 | 飲食店に遺棄したものが個人、警察によって回収され通報される | [ 42 ]        |
| 2023/1/10  | アフラック生命保険                     | 132万3468人分                           | 不正アクセス                               | 姓、年齢、性別、保険料など。下記チューリッヒと同じ米国の業務委託先企業が、第三者による不正アクセスを受けたもの。 | [ 43 ]        |
| 2023/1/10  | チューリッヒ保険                       | 75万7463人分                            | 不正アクセス                               | メールアドレス、顧客ID、車名など。上記アフラックと同じ米国の業務委託先企業が、第三者による不正アクセスを受けたもの。 | [ 44 ]        |

### 2022年
| 日付       | 法人・団体名             | 件数・人数                 | 漏洩原因                           | 漏洩内容・詳細・二次被害（悪用）など | 出典                               |
| 2022/07/04 | 中華人民共和国           | 国民全員分（約10億人分）   | 設定不備の可能性                   | 2022年中国の個人情報大規模漏洩事件。2022年7月4日付で、香港紙『星島日報』や、ロイター通信などが報道した。中国に住む約10億人分22テラバイト以上の個人情報（氏名、住所、出生地、国民電子決済番号〈QRコード決済番号など〉、携帯電話番号、病歴、犯罪・事件歴、ほか）が、上海国家警察のデータベースから漏出し、すでに6月30日の時点で仮想通貨（ビットコイン）による闇取引が成立している可能性があるとのことであった。これらの情報は、6月30日の取引の売り手と称するハッカーがハッカーフォーラム「Breach Forums」に商品情報として投稿したことで発覚した。Weiboでは「情報漏洩」というハッシュタグがブロックされた。cf. | [ 45 ] [ 46 ] [ 47 ] [ 49 ] [ 50 ] |
| 2022/06/29 | 株式会社ディスクユニオン | 70万1,000件                | 不正アクセス                       | 2021年6月29日、当社は運営するオンラインショップ「diskunion.net」および「audiounion.jp」にて個人ユーザーの情報が外部に漏洩した可能性があると発表した。クレジットカードによる電子決済は全て外部委託しており、情報を保有していないことから、その情報は漏洩していないとしている。 | [ 51 ] [ 52 ] [ 53 ]               |
| 2022/06/24 | 尼崎市                   | 流出規模も流出の有無も不明 | 記録の不正な作成と当該記録物の紛失 | 尼崎市は、2022年月6日24日、コロナ禍における特別給付金の支給業務を外部委託していた企業（BIPROGY株式会社）の、協力企業（株式会社アイフロント）の、そのまた委託先の企業の社員が、全市民の個人情報を記録したUSBメモリーを許可無く作成・使用していたことが発覚し、勤務外時間に外部へ持ち出したうえ、居酒屋で紛失していたことが判明した旨の発表をした。パスワードやデータの暗号化に解除の跡などは見られないとのことであるが、専門業者に依頼して調査を続けるとした。「BIPROGY#不祥事」も参照のこと。 | [ 54 ] [ 55 ]                      |
| 2022/06/15 | 株式会社SODA             | 275万3,400件               | 不正アクセス                       | 運営するマーケットプレイス「SNKRDUNK」がサイバー攻撃を受け、データベースに登録されていた顧客情報約275万件および金融機関情報10件が流出した。 | [ 51 ]                             |
| 2022/05/26 | 釜石市                   | 全市民（3万人以上）        | 過失                               | 釜石市は、2022年5月26日、住民基本台帳のデータを業務に関係なく職員間で電子メールでやりとりし、全市民3万人超の個人情報を漏洩したとして、総務企画部の係長と建設部の主査の2名を、住民基本台帳法違反容疑で岩手県警に同月11日付で告訴したと発表した。市は26日付で2名を懲戒免職にした。 | [ 56 ]                             |
| 2022/05/26 | 月桂冠株式会社           | 2万7,715件                 | 不正アクセス                       | 採用選考に参加した人の氏名と学校名が1万7000件、従業員情報が2560件、お客様相談室に登録した氏名や住所、電話番号が2153件が流出した | [ 51 ] [ 57 ]                      |
| 2022/05/24 | 中央教育研究所株式会社   | 2,930件                    | ECシステムの脆弱性、不正アクセス   | 2022年5月24日、顧客クレジットカード情報漏洩の可能性を公表。2022年9月現在、責任者の処分等は公表されていない。 | [ 58 ] [ 59 ] [ 60 ]               |
| 2022/05/16 | 株式会社ほくせん         | 4万4,559件                 |                                    | 件数は他に比較して少ないが、パスワード、暗証番号、口座番号という秘匿性の高い情報を含む。 | [ 51 ]                             |
| 2022/03/22 | 森永製菓株式会社         | 164万8,922件               |                                    | | [ 51 ]                             |

### 2021年
| 日付       | 法人・団体名               | 件数・人数    | 漏洩原因     | 漏洩内容・詳細・二次被害（悪用）など | 出典          |
| 2021/12/24 | 防衛省                     | 59件          |              | 安全保障に影響を及ぼすファイルが漏洩した。 | [ 51 ]        |
| 2021/11/01 | 株式会社ベイシア           | 25万4,207件   |              | 件数が多いうえに、高度に暗号化されたパスワードと、電話クレジットカード番号を含む。 | [ 51 ]        |
| 2021/07/02 | NTTぷらら、NTTロジスコ     | 最大約800万件 | 不正アクセス | 2021年7月2日、NTTぷらら発表。 | [ 61 ]        |
| 2021/05/21 | ネットマーケティング       | 171万1756件   | 不正アクセス | 2021年5月21日、ネットマーケティング発表。不正アクセスにより、同社のマッチングアプリ「Omiai」から情報が漏洩した。2018年1月31日から2021年4月20日の間に会員が提出した年齢確認書類の画像データ171万1756件が漏洩した可能性。 | [ 62 ]        |
| 2021/05/21 | メルカリ                   | 約2万8000件   | 不正アクセス | 2021年5月21日、メルカリ発表。メルカリでの売上金の振り込みに関連した口座情報やメルペイの加盟店情報など約2万8000件が漏洩。 | [ 63 ]        |
| 2021/02/22 | イオン銀行                 | 2,062件       | 設定不備     | 2021年2月22日、イオン銀行発表。同社提供の「来店予約・オンライン相談サービス」で利用しているシステムに設定ミスがあり、外部から不正なアクセスが発生、個人情報が漏洩した。 | [ 64 ] [ 65 ] |
| 2021/02/10 | freee                      | 2,898件       | 設定不備     | 2021年2月10日、freee発表。「Salesforce」の権限設定不備により、第三者が個人情報にアクセスできる状態になっていた。 | [ 66 ]        |
| 2021/01/29 | 北陸先端科学技術大学院大学 | 1,725件       | 誤操作       | 2021年1月29日、北陸先端科学技術大学院大学発表。漏洩したのは同学の教職員および学生の「氏名、同学付与のメールアドレス、所属部局」。2020年11月20日、職員が「ダウンロードしたファイルを外部のウィルスチェックサービスサイトに自動アップロードするよう設定された端末」で誤って構成員の個人情報1,725件を含む資料ファイルをダウンロード、その後2021年1月16日にサイトからファイルが削除されるまでの期間ファイルがダウンロード可能な状態だった。なお、「外部のウィルスチェックサービスサイト」とはVirusTotalと考えられている。 | [ 67 ] [ 68 ] |
| 2021/01/06 | 福岡県                     | 約9500人分    | 設定不備     | 2021年1月6日、福岡県発表。福岡県内でその時点までに確認されていた新型コロナウイルス感染者の9割超にあたる約9500人分の個人情報（名前、年齢、居住地、症状など）がインターネット上（Google Drive）で第三者が閲覧できる状態になっていた。 | [ 69 ] [ 70 ] |

### 2020年
| 日付       | 法人・団体名                                             | 件数・人数                    | 漏洩原因                               | 漏洩内容・詳細・二次被害（悪用）など | 出典                        |
| 2020/12/25 | 楽天                                                     | 最大1,381,735件               | 設定不備、不正アクセス                 | 2020年12月25日、楽天発表。システム（セールスフォース）設定不備により楽天、楽天カード、楽天Edyの利用者情報最大138万1735件が漏洩。 | [ 71 ]                      |
| 2020/12/09 | 大阪大学                                                 | 43,213人分                    | 不正アクセス                           | 2020年12月9日、大阪大学発表。学内の宿泊施設予約システムのサーバへ不正アクセスが発生し情報が漏洩した可能性。漏洩した可能性があるのはシステムの運用を始めた2017年4月から20年12月1日までに同宿泊施設予約システムを利用した「4万3213人の氏名、生年月日、住所、メールアドレス、電話番号など」。 | [ 72 ]                      |
| 2020/12/08 | EXILE TRIBE STATION ONLINE SHOP                          | 44,663人分                    | 不正アクセス                           | 2020年12月8日、芸能事務所LDH JAPAN発表。漏洩した可能性があるのは、2020年8月18日～2020年10月15日の間に「EXILE TRIBE STATION ONLINE SHOP」にクレジットカード情報を新規登録または変更した44,663人の「クレジットカード名義人、クレジットカード番号、有効期限、セキュリティコード」。クレジットカード会社によると、この内、2020年11月27日時点で少なくとも209人のカードが不正利用をされた可能性がある。 | [ 73 ] [ 74 ]               |
| 2020/12/07 | PayPay                                                   | 最大20,076,016件              | 設定不備、不正アクセス                 | 2020年12月7日発表。2020年10月18日～12月3日の間、当該情報へのアクセス権限の設定不備が存在した。2020年11月28日にブラジルからのアクセスが発生、12月1日に外部からの連絡に基づき調査、12月3日までに遮断措置を実施し、12月7日発表。漏洩した可能性があるのは加盟店情報で具体的には「加盟店の店名、住所、連絡先、代表者名、代表者生年月日、契約日、売上振込先、営業対応履歴」「加盟店営業先の店名、住所、連絡先、代表者名、営業対応履歴」「当社従業員の氏名、所属、役職、連絡先」「当社パートナー・代理店の社名、連絡先、担当者名、売上振込先」「加盟店向けアンケート回答者の氏名、電話番号、メールアドレス」。漏洩した可能性のある最大件数は20,076,016件。 | [ 75 ] [ 76 ] [ 77 ]        |
| 2020/11/16 | BOOK SHOP小学館 （小学館パブリッシング・サービスが提供） | 1036件                        | 不正アクセス                           | 2020年11月16日発表。「BOOK SHOP小学館」が不正アクセスを受け、クレジットカード情報1036件が漏洩した可能性がある。また、一部は不正利用された可能性もある。漏洩した可能性があるのは「2015年4月13日から2020年6月15日に同サイトでクレジットカード決済を行ったユーザーのクレジットカード情報（カード名義人、カード番号、有効期限、セキュリティコードなど）」。 | [ 78 ] [ 79 ]               |
| 2020/11/02 | カプコン                                                 | 約35万件                      | 不正アクセス（ランサムウェア攻撃など） | 2020年11月2日発生。攻撃者グループ「Ragnar Locker（ラグナロッカー）」の攻撃により、カプコンから情報が流出した。流出した可能性があるのは「日本国内および海外のユーザーの個人情報（氏名、住所、電話番号、メールアドレス、生年月日、性別）」および「株主名簿情報（氏名、住所、株主番号、所有株式数）」および「退職者とその家族、および採用応募者情報（氏名、生年月日、住所、電話番号、メールアドレス、顔写真等）」など最大35万件、「社員等の人事情報」約1万4000件、「企業情報（売上情報、取引先情報、営業資料、開発資料等）」など。 | [ 80 ] [ 81 ]               |
| 2020/10/01 | 慶応義塾大学                                             | 3万1000件以上                 | 不正アクセス                           | 2020年9月15日発覚、同年10月1日慶応義塾大学発表。慶応義塾大学湘南藤沢キャンパス（SFC）の学内システム「SFC-SFS」が不正アクセスを受け、3万1000件以上の個人情報が漏洩した可能性があることが判明（2020年11月10日）。漏洩した可能性があるのは「学生の顔写真データ（1万8636件）、学生の氏名や入学年月日など（5088件）、授業の履修履歴（4493件）、教員の氏名や職位など（2276件）、教員の生年やメールアドレスなど（2276件）、委託業者のメールアドレスなど（233件）、教員の住所（193件）」。 | [ 82 ]                      |
| 2020/09/23 | JR九州                                                   | 1269件                        | 不正アクセス（リスト型攻撃と思われる） | 2020年9月23日JR九州発表。「JR九州Web会員向けサービスサイト」において9月13-15日に不正ログインが発生し、1269件の会員情報（氏名、生年月日、性別）が第三者に漏洩した可能性がある。この他、ポイントが勝手に交換されるなどの被害も発生した。 | [ 83 ]                      |
| 2020/09/15 | 日本旅行                                                 | 144人分（うち35人分は未発見） | 過失                                   | 名古屋市立中学校の修学旅行を委託された日本旅行の添乗員が、生徒144人分の名前などが書かれた書類をコンビニエンスストアの駐車場にて紛失。翌日、近くの住民が見つけて学校に届けたが、生徒35人分の書類は見つかっていない。 | [ 84 ]                      |
| 2020/06/15 | カメラのキタムラ                                         | 約40万件                      | 不正アクセス                           | 2020年6月15日報道。「カメラのキタムラネットショップ」から第三者の不正アクセスにより、顧客の「氏名、住所、生年月日、電話番号、ニックネーム、注文履歴など」約40万が漏洩。 | [ 85 ]                      |
| 2020/05/20 | 厚生労働省                                               | 不明                          | 不具合                                 | 2020年5月20日報道。「雇用調整助成金」のオンライン申請システムに不具合があり、他人の個人情報が一時的に閲覧できたケースが複数存在した。 | [ 86 ]                      |
| 2020/05/15 | アイ・オー・データ機器                                   | 約6万件                       | 設計ミス、不正アクセス                 | 2020年5月15日報道。サーバーのセキュリティ設定不足により外部から攻撃を受け、情報が漏洩。漏洩したのは「NarSuS」サービスの登録者の「メールアドレス、氏名、郵便番号、住所、電話番号、FAX番号、会社名、部署名、製品型番、MACアドレス、製品シリアルナンバー」約6万件。 | [ 87 ] [ 88 ] [ 89 ]        |
| 2020/05/12 | 日本経済新聞社                                           | 1万2514人分                   | 不正アクセス                           | 2020年5月12日日本経済新聞社発表。漏洩したのは日本経済新聞社とそのグループ会社などの社員やアルバイトおよびその業務委託先社員の「氏名、所属、メールアドレス」などの情報1万2514人分。電子メールの添付ファイルとして送られた新型のマルウェアに感染したことによる流出。 | [ 90 ] [ 91 ]               |
| 2020/05/05 | 愛知県                                                   | 495件                         | 確認不足、誤配布、誤掲載               | 2020年5月5日、愛知県が新型コロナウイルス感染症(COVID-19)の感染者に関する情報の内、本来公開してはいけない「患者の氏名、入院先医療機関、入院日、転院先医療機関、転院日、退院日、発生届提出保健所、クラスターの名称及び分類」などの個人情報を県のホームページに誤って公開。情報が公開状態になっていたのは5日9時30分から10時15分頃にかけての約45分で、10時すぎに県民からの問い合わせで発覚。誤って公開されたのは合計495人の患者の情報。愛知県は、「ページの作成者」と「掲載の承認者」が同一人物だったためダブルチェックが行えていなかったことが原因だと説明。                                                                                           | [ 92 ] [ 93 ] [ 94 ] [ 95 ] |
| 2020/04/24 | 任天堂                                                   | 約16万件                      | 不正アクセス                           | 2020年4月24日発表。不正アクセス(リスト型攻撃)により、「ニンテンドーネットワークID」への不正ログインが発生。ニンテンドーネットワークID経由で「ニンテンドーアカウント」に不正ログインされる事象も一部で確認された。流出したのは「ニンテンドーネットワークID」に登録されている「ニックネーム、生年月日、国/地域、メールアドレス」および「ニンテンドーアカウント」に登録されている「おなまえ、生年月日、性別、国/地域。メールアドレス」計約16万件。また、アカウントに連携されていた決済手段が不正に使用されるなどした。 | [ 96 ] [ 97 ] [ 98 ] [ 99 ] |
| 2020/04/13 | Classi                                                   | 約122万人分                   | 不正アクセス                           | 2020年4月5日不正アクセス発生、13日発表・報道。ベネッセとソフトバンクの合弁子会社であるClassiから、不正アクセスにより「約122万人分のユーザーIDと暗号化されたパスワード」、および「2031件の教員ユーザーが任意で公開している自己紹介文」が流出した。 | [ 100 ]                     |
| 2020/02/29 | 金沢大学                                                 | 約25万件                      | 盗難                                   | 2020年2月29日盗難発生、2020年8月28日金沢大学発表。教員が海外出張の際所持していたノートパソコン1台が入ったカバンが盗難にあい内部に保存されていた個人情報約25万件が漏えい。漏えいしたのは「学生や卒業生など」の「顔写真、成績、住所、氏名、生年月日、携帯電話番号など」。当該教員は個人情報の学外への持ち出し許可を得ておらず、パスワードの設定などのセキュリティ対策もしていなかった。2020年8月までに当該ノートパソコンは発見されていない。盗難発生から発表までに約半年かかった理由として同大は、事実確認に時間がかかったとしている。 | [ 101 ] [ 102 ]             |
| 2020/01/31 | 横須賀市内の市立中学校                                   | 219人分                       | 過失                                   | 2020年1月31日横須賀市教育委員会発表。1月7日、市内の市立中学校で教諭が生徒219人分の氏名や1教科分の定期試験の点数等が記載されたファイルを紛失した。 | [ 103 ] [ 104 ]             |
| 2020/01/30 | NEC                                                      | 約2万8000件                   | 不正アクセス                           | サイバー攻撃による情報流出の可能性。 | [ 105 ]                     |
| 2020/01/20 | 三菱電機                                                 | 最大8122人分                  | 不正アクセス                           | サイバー攻撃による情報流出の可能性。中国のサイバー攻撃グループ「TICK(ティック)」(別名：BRONZE BUTLER、REDBALDKNIGHT)による攻撃の可能性が指摘された。 | [ 106 ] [ 107 ]             |

### 2019年
| 日付       | 法人・団体名 | 件数・人数        | 漏洩原因                 | 漏洩内容・詳細・二次被害（悪用）など | 出典                                                                            |
| 2019/12/06 | 神奈川県庁 | HDD18台分のデータ | 過失                     | 2019年12月6日報道。神奈川県庁で個人情報や機密情報を含む行政文書の保存に使われていたHDD(ハードディスクドライブ)、9個がオークションサイトで転売され情報が流出した。神奈川県とサーバ等のリース契約を結んでいる富士通リースが、2019年春に県にリースしているサーバからこのHDDを取り外し、契約に基づいてHDDの処分をブロードリンクに委託した。このブロードリンクの担当者がHDDの一部を持ち出しオークションサイトで転売、これを購入したIT企業経営の男性がHDDの中身を確認したところ神奈川県の公文書と思われるデータを発見し、新聞社に情報提供、情報提供を受けた新聞社が県に確認し、流出が判明した。6日午前の県の発表によると持ち出されたHDDは計18個で、内9個の所在が記事作成時点(2019年12月6日)で確認できていない。(詳細は2019年神奈川県HDD転売・情報流出事件を参照のこと) | [ 108 ] [ 109 ] [ 110 ]                                                         |
| 2019/12/05 | 象印ユーサービス株式会社 (象印マホービン株式会社の子会社) (流出元したのは同社ECサイト「象印でショッピング」の顧客情報) | 最大28万52件      | 不正アクセス             | 2019年12月5日象印マホービン株式会社発表。同社子会社の象印ユーサービス株式会社が運営するECサイト「象印でショッピング」の顧客情報が脆弱性を悪用した不正アクセスにより流出した。流出したのは、「氏名、住所、注文内容(商品、金額等)、配送先情報、メールアドレス等」の個人情報、最大28万0052件。また、流出したメールアドレス宛てにクレジットカード情報窃取を目的としたと思われる不審なメールの送信が確認され、ここに情報を入力した一部顧客のクレジットカード情報(カード名義人名、クレジットカード番号、有効期限、セキュリティコード)が流出した可能性もある。 | [ 111 ] [ 112 ]                                                                 |
| 2019/10/27 | ドワンゴ | 不明              | 不正アクセス             | 2019年10月27日ドワンゴ発表。同社サービス「ニコニコ動画」への不正アクセス(リスト型アカウントハッキング)が発生した。 | [ 113 ] [ 114 ]                                                                 |
| 2019/10/25 | アドビ | 約750万件         | 設計ミス                 | 2019年10月25日アドビ発表。Adobe Creative Cloudのメールアドレスを含む顧客情報、約750万件が脆弱性が原因で公開された状態になっていた。パスワードは含まれていなかった。 | [ 115 ]                                                                         |
| 2019/10/24 | スターバックス コーヒージャパン | 数件              | 不正アクセス             | 2019年10月24日スターバックス コーヒージャパン発表。会員ページ「My Starbucks」への不正ログインを確認した。 | [ 116 ] [ 117 ] [ 118 ]                                                         |
| 2019/10/18 | メルセデス・ベンツ (流出元は同社製アプロ「Mercedes me connect」) | 不明              | 設計ミス                 | 2019年10月18日発生。自動車の状態の確認や遠隔操作が可能なアプリ「Mercedes me connect」で他人の情報が表示される状態になった。表示された他人の情報は「車両のモデルやカラー等の車両情報、車の利用履歴等のアクティビティ、ユーザー名、メールアドレス、住所」等。ただし、実際に他人の車を遠隔操作することは出来なかったとされる。 | [ 119 ]                                                                         |
| 2019/09/27 | DoorDash(ドアダッシュ) | 490万人分         | 不正アクセス             | 2019年5月4日発生、同年9月27日DoorDash発表、同日報道。フードデリバリーサービス「DoorDash」から顧客・従業員などの個人情報合計490万人分が漏洩した。漏洩したのは「氏名、メールアドレス、住所、注文履歴、電話番号、クレジットカードの下四桁など」および、配達従業員約10万人分の「運転免許証情報」。 | [ 120 ] [ 121 ] [ 122 ]                                                         |
| 2019/09/27 | Amazon.co.jp | 約11万件          | 不明(2019/9/27時点)      | 2019年9月26日報道。26日、不明な理由により、Amazon.co.jpの会員ページ(注文履歴など)に自分のものではなく他人の情報が表示される事象が複数報道されている。流出しているのは「注文履歴、住所、氏名など」の個人情報で、Amazon(アマゾンジャパン合同会社)もこの問題を認識しているが、記事作成時点では件数、原因ともに発表されていないため詳細は不明。10月11日、個人情報保護委員会の発表によると、約11万件のアカウントの個人情報が流出した。 | [ 123 ] [ 124 ] [ 125 ] [ 126 ]                                                 |
| 2019/09/20 | 宮城県仙台市 (流出元は宮城野区内の市立中学校(校名非発表)) | 23人分            | 確認不足、誤使用、誤配布 | 2019年9月20日宮城県仙台市発表。流出したのはいじめ被害者6名、加害者17名の合計生徒23名分の個人情報で「氏名、性別、欠席日数、事案内容、指導内容、対応結果」などの個人情報が含まれていた。流出は上記の情報が記載された「平成30年度いじめ事案集計表」を裏紙として利用した印刷物を誤って生徒に配布したために発生した。 | [ 127 ] [ 128 ] [ 129 ]                                                         |
| 2019/09/18 | LINE Credit (流出したのは、LINE株式会社傘下LINE Credit株式会社のサービスLINE Pocket Moneyの顧客情報) | 280人分           | 誤送信                   | 2019年9月18日LINE Credit株式会社発表。流出したのは、LINE株式会社傘下LINE Credit株式会社のサービス「LINE Pocket Money」の顧客個人情報、280人分で、第三者が閲覧可能なLINE株式会社のサービス「OpenChat」のグループに個人情報280人分を含んだExcelファイルを担当者が誤って送信したことにより情報が流出した。流出したのは「氏名、生年月日、自宅電話番号、携帯電話番号、LINE Credit社で扱う各種管理番号、指定信用情報機関から取得した情報の一部」。 | [ 130 ] [ 131 ] [ 132 ] [ 133 ]                                                 |
| 2019/09/17 | Novaestrat(ノバエストラット)(エクアドルのコンサルティング会社) (流出したのはエクアドルの国民のデータ) | 2000万人分以上    | 設計ミス                 | 2019年9月17日報道。この漏洩を最初に報告したvpnMentorによると、流出したのは「エクアドルの全国民と死亡したエクアドル国民数百万人分のものと思われる個人情報2000万人分以上」で、Novaestratの米国のサーバーに無防備な状態で保存されていたとしている。流出した情報には「氏名、生年月日、(死亡している場合は)死亡日、住所、出生地、メールアドレス、電話番号、婚姻に関する情報、銀行口座残高、口座の種類、国民識別番号(日本でいうところの個人番号)、納税者識別番号、雇用主、雇用開始日、雇用終了日、役職、給与情報、車のナンバー、企業の情報、家族に関する情報など」が含まれていた。また、今回流出した情報の中には、2012年から2019年まで在英エクアドル大使館、に亡命していたウィキリークス編集長のジュリアン・アサンジの情報も含まれていた。 | [ 134 ] [ 135 ]                                                                 |
| 2019/09/05 | (管理者不明のデータベース) (流出したのはFacebookのユーザーデータ) | 4億1900万件以上   | 設計ミス                 | 2019年9月4日報道。パスワードが設定されずにオンラインに公開されていた管理者不明のデータベースで4億1900万以上のFacebook IDと関連付けられた電話番号等の情報が公開状態となっていた。流出したのは「Facebook ID、電話番号、名前、性別、居住国など」。(2019年9月時点でデータベースの管理者が不明のため管理者によるコメントや発表はない) | [ 136 ] [ 137 ]                                                                 |
| 2019/09/05 | セガ・インタラクティブ(流出したのはmaimaiのアクセスコードとプレイヤー名) | 3255件            | 不正アクセス             | 2019年8月24日発生、2019年9月5日セガ・インタラクティブ発表。セガ・インタラクティブが運営する「maimai動画作成サービス」に対して不正アクセスが実行され、2017年12月31日までに「maimai MURASAKi」をAime、バナパスポートカード、おサイフケータイを使用してプレイし、かつ「maimaiNET」を利用した3255名のアクセスコード並びに「maimai」上のプレイヤー名が流出した。但し、バナパスポート利用時のおサイフケータイのアクセスコードは流出していない。 | [ 138 ]                                                                         |
| 2019/08/26 | Hostinger | 約1400万件        | 不正アクセス             | 2019年8月26日報道。ホスティングサービスのHostingerへの不正アクセスにより、約1400万件のレコードが格納されたAPIデータベースの情報が流出した可能性がある。 | [ 139 ]                                                                         |
| 2019/08/23 | 三井住友カード (三井住友カード Vpassアプリ) | 1万6756件         | 不正アクセス             | 2019年8月19日確認、2019年8月23日三井住友カード発表、同日報道。不正アクセス(リスト型攻撃)が約500万回試行され、そのうち1万6756回で攻撃が成功したため、1万6756件の個人情報が漏洩した。漏洩したのは「氏名、カード名称、カード利用金額、カード利用明細、利用可能額、ポイント残高等」。 | [ 140 ] [ 141 ] [ 142 ]                                                         |
| 2019/08/09 | 平塚市 | 最低248件         | 故意                     | 2019年8月8日報道。2019年現在現職の平塚市議会議員で、元平塚市職員の渡部亮議員が同市市役所のPCから個人情報、約3万1000件および248件を持ち出し、その後選挙活動に利用された可能性がある。流出したのは「氏名、住所、電話番号、銀行口座情報」など。同議員はこの内248件の情報を持ち出したことを認めている。 | [ 143 ] [ 144 ] [ 145 ] [ 146 ]                                                 |
| 2019/08/05 | 横浜市立大学附属病院 | 3275人分          | 誤送信、規則違反         | 2019年8月5日報道。担当者が禁止されているにも関わらず、電子メールで医療情報を送信し、その際誤送信があり個人情報が流出した。流出したのは、2010年から2014年の間に同院を含む神奈川県内20病院で膀胱がんの手術を受けた患者3275人(3411件)の「氏名、生年月日、術後の治療、再発の有無など」医療情報を含む個人情報。 | [ 147 ] [ 148 ]                                                                 |
| 2019/08/05 | 川崎市中原区 | 50人分            | 誤送信                   | 2019年7月26日発生、2019年8月5日報道。担当職員がイベントの抽選結結果を伝えるメールを送信する際に誤ってBCCではなく他人のメールアドレスが閲覧可能な状態で送信した。流出したのは50人分の「メールアドレス」。 | [ 149 ]                                                                         |
| 2019/08/02 | E3 (コンピュータゲーム見本市) | 約2000人分        | 設計ミス                 | 2019年8月2日発表。ゲーム見本市「E3」のウェブサイトで、2019年6月11日から13日までの3日間開催されていた「E3 2019」の関係者約2000人分の個人情報が設定ミスにより公開状態となっていた。流出したのは、「E3 2019」に関係者として登録していた約2000人の「氏名、住所、電話番号、メールアドレスなど」の個人情報。 | [ 150 ] [ 151 ]                                                                 |
| 2019/07/29 | キャピタル・ワン (金融関連企業) | 約1億600万人      | 設計ミス、不正アクセス   | 2019年7月19日発覚、2019年7月29日キャピタル・ワン発表。ファイヤーウォールの設定ミスを利用され、不正アクセスされた。流出したのは米国ユーザー約1億人およびカナダユーザー600万人の合計約1億600万人分の個人情報。流出した情報の種類は「氏名、住所、郵便番号、電話番号、メールアドレス、生年月日、自己申告による年収、信用スコア、貸し出し限度額、残高、支払履歴、連絡先情報」など。 | [ 152 ] [ 153 ] [ 154 ] [ 155 ] [ 156 ]                                         |
| 2019/07/24 | クロネコメンバーズ (ヤマト運輸のサービス) | 3467件            | 不正アクセス             | 2019年7月24日ヤマト運輸発表。同年7月23日に同社が同社サービス「クロネコメンバーズ」への不正アクセス(パスワードリスト攻撃)を確認し、不正アクセスに利用されたIPアドレスからのアクセスを遮断した。不正アクセスにより個人情報が流出した。流出したのは「クロネコID、メールアドレス、利用の端末種別（パソコンまたは携帯・スマートフォン）、氏名、氏名ふりがな、電話番号、性別、郵便番号、住所、クレジットカード情報（カード番号の下4桁・有効期限・氏名）、アドレス帳情報（氏名・住所・電話番号）」など3467件。 | [ 157 ] [ 158 ] [ 159 ]                                                         |
| 2019/07/24 | コーナンPay (コーナンの支払いサービス) | （未記載）        | 不正アクセス             | 2019年7月24日コーナン発表。同年7月23日に同社が同社支払いサービス「コーナンPay」への不正アクセスを確認した。同不正アクセスでによる不正ログインが確認されているが、情報漏洩の詳細は不明。同社はサービスの提供を一時停止している。(2019年７月25日時点) | [ 160 ] [ 161 ]                                                                 |
| 2019/07/03 | 7pay (セブン&アイ・ホールディングス子会社セブン・ペイの決済サービス) | 約900件           | 設計ミス、不正アクセス   | 同サービスは2019年7月1日にサービスを開始し、その3日後の7月3日に漏洩が報道された。流出したのは7payユーザーの個人情報約900名分。また、同時にアカウントに関連付けられたクレジットカード、デビットカードが不正に利用され、約5500万円が不正利用される被害が発生した。(件数、被害額は共に2019年7月4日6時時点のもの) 2019年7月30日、セブン＆アイ・ホールディングスは不正利用に伴い、すべての7iD会員約1,650万人のパスワードを強制リセットした。 2019年8月1日、株式会社セブン・ペイはサービスの継続は難しいとして同年7月1日にサービスを開始した支払いサービス「7pay」を同年9月30日で廃止すると発表した。 2019年9月27日、株式会社セブン・ペイは同年9月30日24時に同サービスを終了するにあたり、「7Payに残高が残っており」、「サービスを退会しておらず」、「7iDのパスワードを変更した」利用者に限り、同年10月1日から翌年1月10日までに、専用メールフォームから申請することで、残高を払い戻すと発表した。                     | [ 162 ] [ 163 ] [ 164 ] [ 165 ] [ 166 ] [ 167 ] [ 168 ] [ 169 ] [ 170 ] [ 171 ] |
| 2019/06/26 | オリエンタルランド | 7438件            | 設計ミス                 | 2019年6月23日発覚、同年同月26日オリエンタルランド発表、同日報道。流出したのは、東京ディズニーリゾート内で撮影された写真7438件で内1549件が実際に閲覧された。流出原因は、2019年6月7日から21日配布分と同月22日から24日配布分に、写真へのアクセスに利用する番号に重複があったためで、番号の重複があった利用者が番号が重複していた別の利用者の写真を閲覧できる状態だった。 | [ 172 ] [ 173 ] [ 174 ]                                                         |
| 2019/06/13 | 神奈川県立三浦初声高等学校 | 220人分           | 書類紛失                 | 2019年5月10日発覚、神奈川県教育委員会が2019年6月13日に発表、同日報道。流出した可能性があるのは神奈川県立三浦初声高等学校、2016年度(平成28年度)入学生の「学校名、生徒氏名、修得単位数、評定、出欠の記録、特別活動の記録、指導上参考となる諸事項等が記録されている生徒指導要録の写し(4クラス128人分)」、「生徒氏名、評定、修得単位数、出欠の記録等が記録されている通知表の写し(1クラス33人分)」、「学校名、生徒氏名、性別、生年月日、現住所、修得単位数、評定、出欠の記録、特別活動の記録、指導上参考となる諸事項等が記録されている調査書の原稿(2クラス59人分)」に記載された合計220人分の個人情報。 | [ 175 ] [ 176 ] [ 177 ]                                                         |
| 2019/06/10 | Perceptics (流出したのはアメリカ合衆国税関・国境警備局が管理するデータ) | 約10万人          | 不正アクセス             | 2019年6月10日報道。CBP(アメリカ合衆国税関・国境警備局)の下請業者である「Perceptics」がCBPに許可を得ずにコピー・保存していた、「米国に車で出入国した人々」の顔写真、車のナンバープレートなどの情報が不正アクセスにより漏洩した。アメリカ自由人権協会のネーマ・シング・グリアン上級法務顧問は本件について「機密性の高い個人データの侵害を未然に防ぐ最善の方法は、そもそも収集しないことです」と述べている。 | [ 178 ] [ 179 ] [ 180 ]                                                         |
| 2019/05/29 | ヤマダ電機 | 最大3万7832件     | 不正アクセス             | ヤマダ電機が2019年4月16日に漏洩を把握、同年5月29日に発表。2019年3月18日から同年4月26日の間に同社サイトにおいてクレジットカードの新規登録、登録変更を行った最大3万7832人の個人情報が流出した可能性があり、流出した可能性のある情報は、クレジットカード番号、有効期限、セキュリティコードで、そのクレジットカード情報の一部が不正利用された可能性がある。 | [ 181 ] [ 182 ] [ 183 ] [ 184 ] [ 185 ] [ 186 ] [ 187 ]                         |
| 2019/05/20 | Chtrbox (流出したのはInstagramのユーザーデータなど) | 4900万件以上      | 設計ミス                 | 2019年5月20日報道。マーケティング企業「Chtrbox」からInstagramおよびその他SNS、ブログなどのインフルエンサーに関する4900万件以上の情報が流出した。流出したのは、履歴、プロフィール画像、フォロワー数、検証状態、国、都市、などの公開データ、電子メール、電話番号などの未公開データおよびインフルエンサーのスコアなど。 | [ 188 ] [ 189 ] [ 190 ] [ 191 ]                                                 |
| 2019/05/13 | ファーストリテイリング ユニクロ ジーユー | 46万1091件        | 不正アクセス             | 2019年5月10日確認、ファーストリテイリングが2019年5月13日に発表。2019年4月23日から同年5月10日の間にリスト型攻撃により同年5月13日時点で46万1091件のアカウントに不正ログインがあったことが判明している。流出した個人情報の内容は、氏名、フリガナ、住所(郵便番号、市区郡町村、番地、部屋番号)、電話番号、携帯電話番号、メールアドレス、性別、生年月日、購入履歴、マイサイズ(身長、体重、ウエスト、ヒップ、足の長さ、足のサイズなど)、マイサイズ登録氏名、クレジットカード番号の一部、カード名義人、有効期限。 | [ 192 ] [ 193 ] [ 194 ] [ 195 ] [ 196 ] [ 197 ] [ 198 ]                         |
| 2019/04/03 | Cultura Colectiva At the Pool (流出したのはFacebookのユーザーデータ) | 5億4000万件以上   | 設計ミス                 | 米企業UpGuardが2019年4月3日に発表。メキシコの企業Cultura Colectiva、アプリAt the PoolのデータがそれぞれAmazon S3上でロックされずに公開状態となっていた。流出したのは、Cultura ColectivaからはFacebook上でのリアクション、アカウント名、Facebook IDなど5億4000万件以上、At the PoolからはFacebook ID、友達、音楽、映画、写真、グループ、チェックイン、At the Poolのものと思われる約2万2000人の生のパスワードデータなど。At the Poolから流出した情報には生(平文)のパスワードが含まれていたためこれを悪用して別のアカウントなどへの不正なログインなど、二次被害が発生する可能性がある。 | [ 199 ] [ 200 ] [ 201 ] [ 202 ] [ 203 ]                                         |
| 2019/03/29 | 東京トヨタ自動車株式会社 東京トヨペット株式会社 トヨタ東京カローラ株式会社 ネッツトヨタ東京株式会社 トヨタメトロジック株式会社 レクサス小石川販売株式会社 ジャミール商事株式会社（レクサス練馬） トヨタ西東京カローラ株式会社 | 最大310万件       | 不正アクセス             | 2019年3月21日に不正アクセスがあり、3月29日に発表。氏名、住所、生年月日、職業などの情報が流出した可能性がある。 | [ 204 ] [ 205 ]                                                                 |
| 2019/03/23 | ファミリーロケータ (React Appsが運営) | 23万8000人以上    | 設計ミス                 | 2019年3月23日報道、報道時点で運営者は流出を認めていない。流出したのはユーザー名、メールアドレス、プロフィール写真、平文のパスワード、本人とその家族のリアルタイムの位置情報、ユーザーが設定していた場合は自宅、職場などの名前と座標。流出原因は開発者がサーバにパスワードをかけていなかったため。 | [ 206 ] [ 207 ]                                                                 |
| 2019/03/20 | 神奈川県立横浜南陵高等学校 | 231人分           | 書類紛失                 | 2019年3月14日発覚、神奈川県教育委員会が2019年3月20日に発表、同日報道。流出した可能性があるのは、英語資格検定試験に関する受験生徒全員分の試験結果および教員用一覧表8部に記載されていた、2年生231名分の個人情報(クラス、氏名、試験各項目の結果、成績概況等)。 | [ 208 ] [ 209 ] [ 210 ]                                                         |
| 2019/01/25 | 宅ふぁいる便 (オージス総研が運営) | 481万5399件       | 不正アクセス             | 1月22日に運営元のオージス総研が"同社が認識していないファイル"がサーバー内に作成されていることに気が付き、1月23日にサービスを停止、1月25日に情報漏洩を確認、1月29日に問い合わせ先のフリーダイヤルを開設した。3月時点でもサービスは復旧していない。同社によると有料会員2万2569件、無料会員475万329件、退会者4万2501件の合計481万5399件の個人情報が漏洩した。流出した個人情報の内容は、氏名、ふりがな、ログイン用メールアドレス、ログインパスワード、生年月日、性別、 職業・業種・職種、居住地の都道府県名、メールアドレス2、メールアドレス3および"2005年～2012年の期間でのみ、利用者により入力された情報"(勤務先の都道府県名、勤務先の郵便番号、配偶者、子供)。また、今回の流出では既に利用を終了した"退会者"の情報も流出したほか、パスワードが暗号化されていなかったため生のパスワードデータが流出しており、流出した認証情報を悪用した別のサイトやサービスへの不正ログインなどの二次被害が発生する可能性がある。 | [ 211 ] [ 212 ] [ 213 ] [ 214 ]                                                 |

### 2018年
| 日付       | 法人・団体名                    | 件数・人数  | 漏洩原因                | 漏洩内容・詳細・二次被害（悪用）など | 出典                                    |
| 2018/12/29 | 川崎市住宅供給公社              | 最大55名分  | 不注意、書類紛失        | 2018年12月28日紛失。同年同月29日発表。流出したのは10世帯28人分の氏名、住所、電話番号、年齢、性別、生年月日、続柄、収入、障害の有無、連帯保証人12人分の氏名、住所、電話番号、生年月日、入居者との続柄対応記録、入居者の関係者15名分の情報の合計55人分の個人情報。流出原因は上記の情報が記入された書類を車の屋根においたまま発進しその後紛失に気がつき捜索したが発見には至らなかったため。 | [ 215 ] [ 216 ] [ 217 ] [ 218 ]         |
| 2018/12/14 | Facebook                        | 最大680万人 | 不正アクセス APIのバグ  | 9月25日発見、12月14日発表。原因はAPIのバグで、9月13日から9月25日のおよそ2週間の間、最大で680万人のユーザーの、本来は非公開の写真にサードパーティ製アプリおよそ1500個がアクセス可能な状態だった。 | [ 219 ] [ 220 ] [ 221 ] [ 222 ]         |
| 2018/12/10 | Google+                         | 5250万人    | 不正アクセス APIのバグ  | 10月8日報道の流出とは別件。5250万人のユーザーの氏名、メールアドレス、職業、年齢などの個人情報が非公開に設定されていてもアクセス可能な状態だった。また、この発表と同時にGoogleは2019年8月終了予定としていたGoogle+の一般向けサービスを2019年4月終了に早めると発表した。 | [ 223 ] [ 224 ] [ 225 ] [ 226 ]         |
| 2018/11/30 | マリオット                      | 5億人       | 不正アクセス            | マリオットが11月30日に発表。2014年からサーバーに不正アクセスがあり2018年11月19日に発覚した。最大5億人分の顧客データが流出し、そのうち約3億2700万人の情報には、氏名、住所、電話番号、メールアドレス、パスポート番号、生年月日、性別、到着・出発情報、予約日などの個人情報がふくまれていた。2018年9月10日までにStarwoodのブランドのホテル(Sheraton Hotels & Resorts、W Hotels、Westin Hotels & Resorts、Le Meridien、Four Points by Sheraton、Aloft Hotels、St. Regisなど)を予約した人に影響がある。 | [ 227 ] [ 228 ] [ 229 ]                 |
| 2018/10/08 | Google+                         | 最大50万件  | 不正アクセス APIのバグ  | ユーザー名、メールアドレス、職業、性別、年齢などが流失の恐れ。Googleがこのバグを発見したのは2018年3月だったが、この漏洩が発表されたのは2018年10月8日だった。また、Googleは同時に2019年8月にGoogle+の一般向けサービスを完全に終了すると発表した。 | [ 230 ] [ 231 ] [ 232 ]                 |
| 2018/09/28 | Facebook                        | 5000万人    | 不正アクセス 複数のバグ | 9月25日発見、9月28日発表。原因は「View As」、「アクセストークンを間違って生成してしまうバグ」など複数のバグが重なった結果、不正にアクセストークンを入手できる状態になってしまったためで、結果としてユーザー5000万人分のアクセストークンが盗まれ、予備的措置により9000万人に影響が出た。 | [ 233 ] [ 234 ]                         |
| 2018/05/09 | 森永乳業                        | 2.3万件     | （未記載）              | 「健康食品通販サイト」からクレジットカードの名義・番号・有効期限・セキュリティコードなどが漏洩。カード不正利用により発覚。 | [ 235 ]                                 |
| 2018/04/07 | プレミアム・アウトレット        | 43万件      | （未記載）              | ショッピングモール会員のメールアドレスとパスワード43万件が他のサイトで公開されていた | [ 236 ]                                 |
| 2018/04/04 | Facebook                        | 8700万人    | 設計ミス                | Facebookが4月4日に発表。Cambridge AnalyticaがFacebookユーザー8700万人分の個人情報を不正に入手したもの。また、ここで不正に入手された個人情報がアメリカ大統領選などで情報操作に使われた可能性があり、CAスキャンダルなどの名称でメディアが大きく取り上げた。(詳細はCambridge Analyticaページ参照) | [ 237 ] [ 238 ] [ 239 ] [ 240 ] [ 241 ] |
| 2018/02/01 | 長崎県東彼杵町                  | 1件         | 不注意、意識欠如        | 端末に警告が出ていたにもかかわらず、DV被害者の個人情報を電話により外部に漏洩 | [ 242 ]                                 |
| 2018/02/01 | ジャパンパレタス                | 821件       | 不正アクセス            | 821人分の氏名、クレジットカードの番号・有効期限・セキュリティコードなど | [ 243 ]                                 |
| 2018/01/26 | GMOペパボ（カラーミーショップ） | 7.7万件     | 不正アクセス            | サービス配下のショップ購入者2711件分の氏名、クレジットカードの番号・有効期限・セキュリティコード等の全部/一部 ネットショップ運営者7.7万人分のログインID、住所、氏名、メールアドレスなど。（内9430人分はクレジットカードの番号・有効期限・セキュリティコードなどの全部/一部） | [ 244 ]                                 |
| 2018/01/19 | 佐賀東部水道企業団              | 1件         | 故意                    | 水道使用者情報を悪用し女性に接触 | [ 245 ]                                 |
| 2018/01/18 | ライフコーポレーション          | 357件       | 誤送信                  | メールの誤送信により、ショップ顧客357件分のメールアドレスが流出。 | [ 246 ]                                 |
| 2018/01/17 | 千葉県浦安市                    | 2件         | 設計ミス                | 市営駐輪場のWEB申請システムで、他人の身分証明書画像を表示 | [ 247 ]                                 |
| 2018/01/15 | 幻冬舎                          | 9.3万人     | 不正アクセス            | 「幻冬舎plus」登録の9.3万人の氏名、メールアドレス、ユーザーIDなど。 | [ 248 ]                                 |
| 2018/01/09 | 九州商船                        | 7.3万人     | 不正アクセス            | 離島便予約サイトの会員・元会員計7.3万人の住所、氏名、電話番号、性別、メールアドレス、ID、パスワードなど | [ 249 ]                                 |

### 2017年
| 日付           | 法人・団体名         | 件数・人数           | 漏洩原因               | 漏洩内容・詳細・二次被害（悪用）など | 出典                            |
| 2017/12/26     | センプレデザイン     | 2.2万件              | 不正アクセス           | 実店舗目黒区。「SEMPRE.JP」ネットショップ利用者2.2万人の氏名、メールアドレス、パスワード（内1.3万件のクレジットカード情報） | [ 250 ]                         |
| 2017/12/22     | ガンバ大阪           | 30件                 | 誤設定・誤送信         | 19日の対浦和レッズ戦の「ガンバ号」利用者30名のメールアドレス | [ 251 ]                         |
| 2017/12/22     | 日新火災海上保険     | 905件                | 故意                   | 社員が鹿児島市内の火災保険契約者の氏名、住所、電話番号を無断で第三者提供 | [ 252 ]                         |
| 2017/12/22     | 常磐商事             | 6679件               | 不正アクセス           | 「トキワオンラインショップ」購入者のクレジットカード氏名、カード番号、有効期限、セキュリティコード | [ 253 ]                         |
| 2017/12/21     | 東京海上日動火災保険 | 5400件               | 不正アクセス           | 中国・四国地域の代理店子会社から。顧客の氏名/名称、住所、電話番号、証券番号など | [ 254 ]                         |
| 2017/12/19     | 山と渓谷社           | 1160人（最大22万人） | 不正アクセス           | 「ヤマケイオンライン」サイトの登録者氏名1160人分。数件はメールアドレス、住所電話番号も漏洩。10/27以前のログは保管しておらず漏洩確認できていない。会員のメールアドレスにフィッシングメールが届き判明。                                         | [ 255 ]                         |
| 2017/12/13     | 大阪大学             | 8.1万人              | 不正アクセス           | (在籍中/元)(教職員/学生)のID、氏名、所属、メールアドレス、入学年度、学籍番号など。またメールの本文/添付ファイル記載の(学外/学内)関係者の氏名、所属、電話番号、メールアドレスなど（内、学内関係者については人事情報、給与情報も漏洩）          | [ 256 ]                         |
| 2017/11/16     | フローラ             | 635件                | 不正アクセス           | 「HB-101ネットショップ本店サイト」で2017/4/22 - 5/22期間の購入者のクレジットカード氏名、カード番号、有効期限、セキュリティコード | [ 257 ]                         |
| 2017/09/06     | Equifax              | 1億4450万人          | 不正アクセス、設計ミス | 2017年9月6日Equifax(エキファックス)発表。米信用情報会社Equifaxから、米国の顧客約1億4200万人分と英国の顧客約1520万件を含む合計1億4450万人分の個人情報が流出した。流出原因は同年3月に発見されていたStruts2脆弱性(CVE-2017-5638)を放置したこと。 | [ 258 ] [ 259 ] [ 260 ] [ 261 ] |
| 2017年8月～9月 | ケイズファクトリー   | 335件                | 不正アクセス           | 「C.O.U.オンラインショップ」購入者821人分の氏名、クレジットカードの番号・有効期限・セキュリティコードなど | [ 262 ]                         |

### 2016年
| 日付       | 法人・団体名     | 件数・人数 | 漏洩原因     | 漏洩内容・詳細・二次被害（悪用）など                                                       | 出典    |
| 2016/11/04 | イプサ           | 42万件     | 不正アクセス | 氏名、住所、生年月日、メールアドレス、クレジットカード番号など                             | [ 263 ] |
| 2016/11/18 | サンナチュラルズ | 6159件     | 不正アクセス | 名義や番号、有効期限といったクレジットカード情報のほか、住所や電話番号、メールアドレスなど | [ 264 ] |

### 2015年
| 日付       | 法人・団体名                                            | 件数・人数                      | 漏洩原因                                                                              | 漏洩内容・詳細・二次被害（悪用）など | 出典                    |
| 2015/12/04 | リクルートキャリア (リクルートホールディングス関連会社) | 約3.7万人分                     | 社内オペレーションによるメール誤送信                                                  | 年収750万以上を対象としたハイクラス転職サイトに登録している会員の氏名、生年月日、性別、都道府県名、会員番号、直近の年収、直近の業種、直近の職種、直近の企業名、直近の部署名・役職、直近の在籍期間、過去の業種、過去の職種、過去の企業名、過去の部署名・役職、過去の在籍期間、学校種別、学校名、学部・学科、卒業年月、英語レベル、英語資格の点数、資格、希望の業種、希望の職種、希望の勤務地の各情報など登録されたデリケートな情報の流出 | [ 265 ]                 |
| 2015/09/15 | ベルネージュダイレクト                                  | 約2万2000件                     | 不正アクセス                                                                          | 委託先が調査したところ、2012年9月から2015年8月までに登録や注文を行った顧客の情報が流失した可能性。 | [ 266 ]                 |
| 2015/07    | アヴィド・ライフ・メディア                              | 3200万人分、合計9.7GB超の可能性 | サイト閉鎖を要求するハッカー集団「インパクトチーム（Impact Team）」による不正アクセス | 不倫を目的とした出会い系サイト「アシュレイ・マディソン」に登録している会員の数百万回分の支払い情報やメールアドレス、電話番号がダークウェブ上に流出。うち約1万5000人分は、政府や軍のドメインであった。カナダで少なくとも2名、米国でも聖職者1名が情報流出を苦に自殺。 | [ 267 ] [ 268 ] [ 269 ] |
| 2015/06/24 | 新日本プロレス                                          | 約1万8000件                     | 不正アクセス                                                                          | 決済代行会社からの連絡で調査したところ、2013年8月から2015年8月までに、公式サイトでチケットを購入した客やファンクラブに入会や更新を行った会員の情報が流出した。 | [ 270 ]                 |
| 2015/06/24 | 大阪府堺市                                              | 約68万件                        | 重大な過失（外部公開）                                                                | 課長補佐が選挙システムを売り込む為に民間レンタルサーバーにシステムを保存したところ公開状態になった。後に課長補佐は懲戒免職となった。漏洩したデータは平成18年度から平成23年度の堺市民有権者情報等 | [ 271 ]                 |
| 2015/06/01 | 日本年金機構                                            | 125万件 超の可能性              | 不正アクセス                                                                          | 氏名、基礎年金番号、生年月日、住所（年金管理システムサイバー攻撃問題） | [ 272 ]                 |

### 2014年
| 日付       | 法人・団体名         | 件数・人数                    | 漏洩原因             | 漏洩内容・詳細・二次被害（悪用）など | 出典    |
| 2014/11/25 | ソニー・ピクチャーズ | 4万7000人 合計100TB超の可能性 | 不正アクセス         | PSN個人情報漏洩事件に続きグループとしては二度目。 未公開映画の流出、映画制作者・ハリウッドスターのギャラ、社会保険番号、健康状態、従業員の給与・住所など。 | [ 273 ] |
| 2014/07/09 | ベネッセ             | 760万件 最大2070万件の可能性  | 不明（外部持ち出し） | 子供や保護者の住所や氏名、電話番号、子供の性別や生年月日など（ベネッセ個人情報流出事件）                                                                   | [ 274 ] |
| 2014/06/20 | 長野県須坂市の小学校 | 33人                          | 記録媒体の紛失       | 男性教諭が、担当する児童の名前や写真、連絡網などを私物のUSBメモリに保存し、持ち帰り、紛失。                                                                | [ 275 ] |

### 2013年
| 日付       | 法人・団体名             | 件数・人数   | 漏洩原因                    | 漏洩内容・詳細・二次被害（悪用）など | 出典            |
| 2013/10/23 | セブンネットショッピング | 15万件       | 不正アクセス （なりすまし） | 氏名や住所、クレジットカード情報（カード番号と有効期限）を含む個人情報約15万件が漏洩した可能性 | [ 276 ]         |
| 2013/10/29 | 寒河江市立小学校         | 21人         | 記録媒体の紛失              | 20代女性教諭が児童の個人情報を保存したUSBメモリを紛失。校長の許可を得ず自宅に持ち帰る。 | [ 277 ]         |
| 2013/10/03 | アドビシステムズ         | 290万人      | 不正アクセス                | 顧客名、暗号化されたクレジットカードまたはデビットカードの番号、有効期限、および顧客注文に関連するその他の情報 | [ 278 ]         |
| 2013/08    | N.T.Technology           | 約3万件      | 不明。故意の可能性          | 2ちゃんねるの有料サービスである2ちゃんねるビューア会員のクレジットカード番号や名前などの個人情報が、OnionちゃんねるTor板上に流出。 匿名で投稿した投稿者個人が書き込み内容と共に特定される内容が含まれており、実際にピンポンダッシュや無言電話などの二次被害が報告されている他、ライトノベル作家の杉井光が他の作家に対する誹謗中傷を行っていたことが発覚し、本人が謝罪する事態なども発生している。 | [ 279 ] [ 280 ] |
| 2013/05/17 | Yahoo! JAPAN             | 最大2200万件 | 不正アクセス                | 不正アクセスによりIDが抽出されたファイルが作成され、外部に流出した可能性。うち148.6万件については、不可逆暗号化されたパスワードおよびパスワード再設定に必要な情報の一部が流出した可能性。 | [ 281 ]         |

### 2012年
| 日付       | 法人・団体名                                | 件数・人数 | 漏洩原因                   | 漏洩内容・詳細・二次被害（悪用）など                                                                     | 出典            |
| 2012/10/01 | ウィルゲート （プライバシーマーク取得企業） | 11,493人   | 社内メーリングリスト誤送信 | 保険相談サイトの顧客情報。 内5,588件の個人情報には持病情報、服用薬、世帯年収、配偶者情報も含まれている。 | [ 282 ]         |
| 2012/03/22 | ベクター                                    | 261,161件  | 不正アクセス               | クレジットカード情報を含む個人情報が漏洩の可能性。クレジットカード情報463件の流出を確認。                | [ 283 ] [ 284 ] |
| 2012/03/22 | アフラック                                  | 2,555人    | メール誤送信               | 契約者・被保険者の氏名、生年月日、年齢、性別、郵便番号、住所、電話番号と契約内容                         | [ 285 ] [ 286 ] |
| 2012/01/27 | ヴァーナル                                  | 1,493人    | 不正アクセス               | 通信販売サイトに不正アクセスを受け、登録ユーザーのクレジットカード情報を含む個人情報が流出。             | [ 287 ]         |
| 2012/05/14 | 同窓会ネット （プライバシーマーク取得企業） |            | 誤送付                     | 採用応募者の履歴書を第三者に誤送付で個人情報を漏洩                                                       | [ 288 ]         |
| 2012/03/06 | アメリカンファミリー生命保険                | 約2800件   | メール誤送信               | 仙台支社の社員が代理店に顧客の契約情報を送信しようとしたところ、第三者に誤送信した。                     | [ 289 ]         |

### 2011年
| 日付           | 法人・団体名                                                                        | 件数・人数                                                  | 漏洩原因 | 漏洩内容・詳細・二次被害（悪用）など | 出典                                                    |
| 2011/11/11     | 広島県尾道市山波小学校                                                              | 29人                                                        | 記録媒体の紛失 外部持ち出し | 児童の成績や体力テストの結果を、教諭の私物USBメモリに保存。持ち歩き、紛失。2011年10月27日紛失、同年11月4日校長に申し出、翌日5日に尾道市教育委員会に報告、同委員会が11月11日に記者会見で発表。 | [ 290 ]                                                 |
| 2011/11/07     | SCSK（旧CSK）                                                                       | （未記載）                                                  | 関係者の不正行為 | 関連会社の契約社員が顧客のカード情報を不正利用。 | [ 291 ]                                                 |
| 2011/10/14     | エムオーツーリスト                                                                  | 240件（氏名や旅行日程） 129件（クレジットカード会社・番号） | メール誤送信 | 業務提携先（ANAグループ関連会社）での別件の顧客情報漏洩事件の処理中に、事情説明メールの送信時に誤って個人情報リストを添付 | [ 292 ]                                                 |
| 2011/10/12     | ホビボックス                                                                        | 3,471件                                                     | 不正アクセス （SQLインジェクション） | パソコンゲーム通販サイトで顧客氏名、住所、ID、パスワード、暗号化されたクレジットカード番号が閲覧・取得された可能性。 | [ 293 ]                                                 |
| 2011/08/16     | セディナ                                                                            | 最大158,248人                                               | 外部持ち出し （委託先） | 業務委託した保険販売代理店がクレジットカード会員情報を不正に持ち出し、外部へ売却した可能性。 | [ 294 ] [ 295 ]                                         |
| 2011/08/16     | アメリカンファミリー生命保険 メットライフアリコ アメリカンホーム保険 エース損害保険 | 合計 25252人                                                | 故意 （委託先が名簿売却） | 各生損保4社が業務委託をしていた共通の業務委託保険販売代理店が、顧客情報（既往症などを含む）を不正に外部（名簿業者）へ売却した。 | [ 296 ]                                                 |
| 2011/07/25     | pixiv ウッド・ベル                                                                  | 9人                                                         | 同意なく公開 | VOCALOID FESTA 02カタログにてpixiv主催イベント「みんなのボカロ計画」受賞者の年齢を本人の許可なく公開、結果的に漏洩。 | [ 297 ]                                                 |
| 2011/06/19     | セガヨーロッパ （セガの欧州子会社）                                                 | 約129万人                                                   | 不正アクセス | サイトに登録していた全顧客の氏名、生年月日、メールアドレス、暗号化されたパスワードが漏洩。 | [ 298 ]                                                 |
| 2011/06/09     | 米シティグループ                                                                    | 約150万人                                                   | 不正アクセス | クレジットカード利用者のうち1%にあたる約150万人分の氏名、連絡先、口座情報などが漏洩したことを発表。 | [ 299 ]                                                 |
| 2011/05/14     | Eidos (スクウェア・エニックス傘下)                                                  | 25,350名                                                    | 不正アクセス （ハッキング） | 欧州子会社で採用選考に応募した人の履歴書350名分、新商品に関する情報サービスに登録している人のEメールアドレス25,000名分の個人情報が漏洩していたことを公表。 | [ 300 ]                                                 |
| 2011年4月〜6月 | ソニー                                                                              | 1億261万3000件 （グループ全体）                             | LulzSecによる | （2011/06/03）ソニー・ピクチャーズ約100万件、ミュージックレコード75,000件・ミュージッククーポン350万件 | [ 301 ] [ 302 ] [ 303 ] [ 304 ] [ 305 ] [ 306 ] [ 307 ] |
| 2011年4月〜6月 | ソニー                                                                              | 1億261万3000件 （グループ全体）                             | （2011/05/25）ソニー・エリクソン 2000名 カナダ支社の公式ウェブサイトから漏洩。 | | [ 301 ] [ 302 ] [ 303 ] [ 304 ] [ 305 ] [ 306 ] [ 307 ] |
| 2011年4月〜6月 | ソニー                                                                              | 1億261万3000件 （グループ全体）                             | （2011/05/24）ソニー・ミュージックエンタテインメント 8500名 ギリシャ支社のウェブサイトから漏洩。 | | [ 301 ] [ 302 ] [ 303 ] [ 304 ] [ 305 ] [ 306 ] [ 307 ] |
| 2011年4月〜6月 | ソニー                                                                              | 1億261万3000件 （グループ全体）                             | （2011/05/05）ソニー・エレクトロニクス 2500名 ソニー・エレクトロニクスのサーバ上で2001年当時の顧客情報2500件分がGoogleキャッシュなどでも捕捉されていた。サーバ上に10年間そのまま置いていたと思われる。 | | [ 301 ] [ 302 ] [ 303 ] [ 304 ] [ 305 ] [ 306 ] [ 307 ] |
| 2011年4月〜6月 | ソニー                                                                              | 1億261万3000件 （グループ全体）                             | 不正アクセス | （2011/05/03）SOE（ソニーオンラインエンタテインメント）2460万名 PSN情報漏洩より以前の4月19日にSOEへの不正アクセス攻撃があり、直後の調査では問題なしと判断されていたが、5月1日のPSN謝罪会見より2日後の5月3日にSOEアカウントサービス登録者の住所、氏名、メールアドレスと2007年当時のクレジットカード情報、デビットカード履歴などが流出した可能性があると発表。                                                                      | [ 301 ] [ 302 ] [ 303 ] [ 304 ] [ 305 ] [ 306 ] [ 307 ] |
| 2011年4月〜6月 | ソニー                                                                              | 1億261万3000件 （グループ全体）                             | 不正アクセス | （2011/04/27）ソニーおよびSCE（PlayStation Network） 全世界7700万名 ネットワークサービス「PlayStation Network」に、4月21日に不正アクセス攻撃が始まり、同日よりPSNの全サービスを停止。住所、氏名、メールアドレスなどが流出した不正アクセスがあったと、1週間後の4月27日に発表。事件発生から1週間過ぎての公開に、日本のみならず世界各国で、ソニーに対しての聴聞会の任意出頭が要請されている（PlayStation Network個人情報流出事件）。 | [ 301 ] [ 302 ] [ 303 ] [ 304 ] [ 305 ] [ 306 ] [ 307 ] |

### 2010年
| 日付       | 法人・団体名                              | 件数・人数      | 漏洩原因                             | 漏洩内容・詳細・二次被害（悪用）など | 出典                    |
| 2010/11/10 | サミーネットワークス (777town.net)        | 173万5,841名    | 不正アクセス                         | オンラインゲームサイト777town.netに10月23日から不正アクセス攻撃がはじまり、11月4日から11月10日までの期間に複数回、外部からの不正アクセスの痕跡を確認、個人情報は、姓のみ、名のみ、郵便番号の一部が漏洩とゲーム用ログインID、パスワード、メールアドレスが流出。 | [ 310 ]                 |
| 2010/11/01 | ルーク19（サンプル百貨店）                | 46万3360名      | 外部持ち出し （従業員）              | 氏名、性別、生年月日、住所、電話番号、メールアドレス、職業、世帯年収、家族構成など。 二次被害（架空請求）。従業員が顧客情報を持ち出し複数の名簿業者に売却。 | [ 311 ] [ 312 ] [ 313 ] |
| 2010/10/22 | アメリカンファミリー生命保険              | 約3万9000件     | 紛失                                 | 代理店が顧客情報（3万8980件、3万555人分）を記録したCD-Rを紛失した。 | [ 314 ]                 |
| 2010/10/06 | ホビーサーチ                              | 最大2万7,320名  | 不正アクセス （SQLインジェクション） | クレジットカード情報流出。韓国の大学ネットワークを経由して不正アクセスを受けた。 | [ 312 ] [ 315 ]         |
| 2010/09/27 | ユニットコム (フェイス、ツートップ)       | 最大25万4,122名 | 不正アクセス                         | 2010年9月13日、クレジットカード会社より通販サイトWebサーバからクレジットカード情報が流出した可能性があるとの指摘を受け判明、9月27日発表。海外からの不正アクセスがあり、顧客情報の一部が流出。フェイスWebサイトにて、2008年6月26日〜2010年8月17日の期間に、クレジットカードを利用した顧客7万4048名分のクレジットカード番号およびクレジットカード有効期限が流出。ツートップにて、1999年6月29日〜2008年9月10日の期間に登録された会員個人情報が最大18万74名分流出していた可能性があることが判明した。 | [ 316 ] [ 317 ]         |
| 2010/09/22 | アメリカンファミリー生命保険              | 2179件          | 紛失                                 | 代理店が顧客情報（2179件、1300人分）を記録したCD-Rを紛失した。 | [ 318 ]                 |
| 2010/08/25 | 神奈川県茅ケ崎市立浜之郷小学校            | （未記載）      | 記録媒体の紛失                       | 2008年5月8日、女性教諭が児童の個人情報を保存したUSBメモリを紛失。このUSBメモリのデータと思われる学級名簿や行動記録の印刷物が同校近くの路上に複数散乱していた。 | [ 319 ]                 |
| 2010/06/04 | スクウェア・エニックス (プレイオンライン) | （未記載）      | 不正アクセス （SQLインジェクション） | 何者かにより特定コンピューター端末に対して攻撃が行われ、オンラインゲーム契約者のユーザーID・パスワードの他に「その他登録情報の一部」が流出漏洩。 | [ 320 ]                 |
| 2010/03/03 | 三井情報                                  | 約10万件        | 端末の紛失                           | 氏名、生年月日などが流出漏洩。派遣社員が顧客から預かった個人情報などが記録された派遣元会社所有のノートパソコンを入れた鞄を帰宅途中に紛失。 | [ 321 ]                 |

### 2009年
| 日付       | 法人・団体名      | 件数・人数 | 漏洩原因                     | 漏洩内容・詳細・二次被害（悪用）など                                                                                                 | 出典    |
| 2009/09/30 | 東京都立山吹高校  | 1343人     | 記録媒体の紛失               | 定時制課程の男性教諭が、生徒670人とその保護者らの名前や住所などをUSBメモリに保存。作業後引き出しにしまったが、なくなっていたという。 | [ 322 ] |
| 2009/08/11 | オフィスブレイン  | 約3万件    | 記録媒体の盗難               | 内田洋行の子会社であるオフィスブレインの社用車が車上荒らしにあい、個人情報入りの外付けハードディスクが盗難された。                   | [ 323 ] |
| 2009/04/22 | アトラス （旧社） | 1584件     | 強盗被害による記録媒体の盗難 | 直営のアミューズメント施設に強盗が押し入り、売上金と共に顧客情報が入ったUSBメモリとフロッピーディスクが奪われた。                    | [ 324 ] |

### 2008年
| 日付       | 法人・団体名                        | 件数・人数     | 漏洩原因                             | 漏洩内容・詳細・二次被害（悪用）など | 出典    |
| 2008/12/30 | 東京都立墨東病院                    | 640人分以上    | ウイルス感染                         | 東京都立墨東病院患者の氏名、年齢、性別、疾患名など271人分をはじめ、職員の氏名、住所、電話番号が64人分、委託職員の会社名と氏名が291人分、その他14人分の氏名とメールアドレスが含まれる個人情報の流出。事務職員のPCよりWinny通じ流出。 | [ 325 ] |
| 2008/11/03 | セガ                                | 115名          |                                      | アルバイトの応募者合計115名分の個人情報が外部に流出漏洩。氏名、年齢、住所、本籍地、生年月日、電話番号など。Google マップ経由で流出。                                                                                                | [ 326 ] |
| 2008/11/04 | 品川近視クリニック                  | 約1万8千人     | 不明 （外部持ち出しの可能性）        | 患者情報約1万8千人が外部に流出漏洩。患者氏名、住所、生年月日、電話番号など。流出漏洩した情報がどのような方法で外部へ漏洩したのかは不明だが、何者かが記録メディアに個人情報を保存して持ち出した可能性が高いとのこと。                | [ 327 ] |
| 2008/10/17 | パナソニック ネットワークサービシズ | 37件           | 作業ミス                             | 自社カスタマーサポート部門の作業ミスが原因。 | [ 328 ] |
| 2008/04/06 | サウンドハウス                      | 最大9万7,500件 | 不正アクセス （SQLインジェクション） | うち2万7743件はクレジットカード情報含む。中国からのSQLインジェクションによる不正アクセス。 | [ 329 ] |

### 2007年
| 日付       | 法人・団体名                            | 件数・人数                              | 漏洩原因         | 漏洩内容・詳細・二次被害（悪用）など | 出典    |
| 2007/12/04 | NTTドコモ                               | 340件                                   | 関係者の不正行為 | 契約者の個人情報が漏洩。ドコモ関西の販売代理店であるパナソニック・テレコム株式会社が運営するドコモショップ草津駅前店（滋賀県草津市）のスタッフ（派遣社員）が業務中に不正検索し、顧客の住所・生年月日などの情報を社外（探偵事務所など）に漏洩させていた。 | [ 330 ] |
| 2007/12/04 | 日本電子計算機 富士通エフサス           | 1万5,000件                              | ウイルス感染     | 千葉県職員の個人情報が流出。日本電子計算機の業務委託先である富士通エフサス社員の私物PCがコンピュータウイルスに感染し、Share経由で流出。 | [ 331 ] |
| 2007/07/26 | アメリカンファミリー生命 （アフラック） | 顧客情報15万2,758人 契約情報20万4,716件 | 端末の盗難       | 同社代理店の社員が通勤中に顧客情報の入ったパソコンを置引きされる。当時、保険業界で最大規模の個人情報漏洩事故となる。 | [ 332 ] |
| 2007/02/21 | 大日本印刷                              | 約15万件                                | 外部持ち出し     | カード情報を詐欺グループに売却した容疑で、大日本印刷の元社員が逮捕された。漏れたのは、2005年2月までにJACCSカードに入会し、生年月日が1935年6月25日〜1975年2月27日、2005年2月時点で神奈川以北の地区に住んでいた会員の個人情報。                            | [ 333 ] |

### 2006年
| 日付       | 法人・団体名                                 | 件数・人数   | 漏洩原因           | 漏洩内容・詳細・二次被害（悪用）など | 出典            |
| 2006/12/22 | 日産自動車                                   | 538万人      | （未記載）         | 「旧お客さまデータベース」の顧客情報が流出した可能性。流出経路や流出件数は不明。二次被害（架空請求） | [ 334 ]         |
| 2006/10/04 | テレコム三洋 （NTTドコモの携帯電話販売会社） | 3万8,483件   | 盗難（車上荒らし） | 9月25日に同社新潟支店の社員が事務所移転準備の作業中に、駐車場で車上荒らしに遭い、取引先の販売代理店の顧客情報を含む経理処理用資料を保存していたUSBメモリーが盗まれる。 | [ 335 ]         |
| 2006/10/06 | 三菱東京UFJ銀行                              | 96万人       | 紛失               | 顧客情報86ヶ店の96万人分。ATM資料や伝票などを紛失。名義、住所、口座番号、取引金額や届印など含む。 | [ 336 ]         |
| 2006/10/06 | 熊本市                                       | 28人         | 盗難               | 税金滞納者の個人名や納税額などを記した領収書、嘱託職員のバッグが盗難。 | [ 337 ]         |
| 2006/10/03 | テレビ朝日                                   | 108人        |                    | 「題名のない音楽会21」の番組出演者など計108人分。インターネット上に流出。 | [ 338 ]         |
| 2006/10/03 | テレビ東京                                   | 47人         | ウイルス感染       | 「出没!アド街ック天国」の取材候補先の担当者47人分。社外の制作スタッフがWinny通じ流出。 | [ 338 ]         |
| 2006/09/25 | 東京社会保険事務所                           | 4,708人      | 記録媒体の紛失     | 被保険者の情報を含むフロッピーディスクを紛失。 | [ 339 ]         |
| 2006/09/19 | 甲南大学                                     | 506件        | ウイルス感染       | 履修者506件分。学籍番号、氏名、出欠記録や成績など。同大学院生の私物パソコンがShareウイルスに感染。 | [ 340 ]         |
| 2006/09/13 | NTTデータ                                    | 506件        | ウイルス感染       | 共同プロジェクトの研究員や技術資料など506件分。社員の私物パソコンがWinnyウイルスに感染。 | [ 341 ]         |
| 2006/09/07 | 富士ゼロックスシステムサービス               | 400万件      | 関係者の不正行為   | 自治体の戸籍情報400万件が流出。当該データを使い富士ゼロックスシステムサービスを恐喝未遂。 2007年1月12日第4回公判東京地方裁判所（平成18年刑（わ）第3506号 恐喝未遂）の被告人質問で、元協力会社社員は自治体から戸籍データをコピーし、40自治体分の約400万戸籍を自宅の個人PCに所持が判明。恐喝未遂は共犯者が持ち込んだPCにデータを一部コピーし使用された。2007年2月16日第5回公判では富士ゼロックスシステムサービスを恐喝したとされる共犯者は、流出した戸籍データを格納したPCを2台保持していたことが明らかになった。富士ゼロックスシステムサービスが戸籍事務のコンピュータ化を担当した自治体のうち、流出した40自治体について、どの自治体の戸籍データが流出したかは明確にはなっていないが一部はWEB上で名前が掲載されている。9月8日記事 | [ 342 ]         |
| 2006/06/13 | KDDI                                         | 399万6,789人 |                    | インターネット接続サービスDION（現au one net）の利用者399万6789人分。漏洩情報を持ち込み金を脅し取ろうとした男2人が恐喝未遂容疑で逮捕された。 | [ 343 ] [ 344 ] |

### 2005年
| 日付       | 法人・団体名                                                                    | 件数・人数 | 漏洩原因                                                                 | 漏洩内容・詳細・二次被害（悪用）など                                            | 出典       |
| （未記載） | NTTドコモ中国が経理業務の一部を委託しているドコモサービス中国株式会社           | 支払先の口座情報などを含む計 134,782件の個人情報の入った外付型ハードディスク                                                           | 紛失                                                                     | （未記載）                                                                      |            |
| 2005/10/11 | アフラック                                                                      | 564名 | ウイルス感染                                                             | 代理店のパソコンがWinnyによりウイルスに感染。564名分の顧客情報がWinny上に流出。 | [ 345 ]    |
| 2005/08/25 | みずほ信託銀行大阪支店                                                          | 預金者情報1,149人分 | 内部流出の可能性                                                         | （未記載）                                                                      |            |
| 2005/08/09 | 株式会社ディー・エヌ・エーのオンラインショップAMC（楽天市場・ビッダーズに出店） | 44,695人分（一部クレジットカード情報含む）                                                                                             | 内部流出の可能性                                                         | （未記載）                                                                      |            |
| 2005/08/08 | 麒麟麦酒の支店（MR担当・中国四国地方）                                          | 医療関係者5757人分+社員数10人分。 | ノートPC盗難による                                                       | （未記載）                                                                      |            |
| 2005/08/05 | 日本情報処理開発協会                                                            | 苦情相談者1人分 | 資料作成ミス                                                             | （未記載）                                                                      |            |
| 2005/08/05 | ダイキン工業                                                                    | 九州・沖縄および東京都・静岡県のエアコン修理の顧客計約9,800人分。                                                                      | ノートPC盗難                                                             | （未記載）                                                                      |            |
| 2005/08/01 | NTT番号情報                                                                     | 電話帳配達先214人分 | 盗難                                                                     | （未記載）                                                                      |            |
| 2005/07/15 | ウィルコム                                                                      | 利用者1人分 | スリーエフで払込伝票紛失                                                 | （未記載）                                                                      |            |
| 2005/07/06 | 宮崎信用金庫・高鍋信用金庫・南郷信用金庫                                        | 宮崎信用金庫、顧客8,696件分。高鍋信用金庫、顧客12,334件分。南郷信用金庫、顧客550件分。                                                 | マイクロフィルムなど紛失                                                 | （未記載）                                                                      |            |
| 2005/07/06 | 山陰合同銀行                                                                    | 顧客約19万件分 | マイクロフィルムなど紛失                                                 | （未記載）                                                                      |            |
| 2005/07/06 | 山口銀行                                                                        | 顧客約47,000件分 | マイクロフィルムなど紛失                                                 | （未記載）                                                                      |            |
| 2005/06/27 | NTTドコモ                                                                       | 利用者48,000人分 | HDD紛失                                                                  | （未記載）                                                                      |            |
| 2005/06/27 | 九州電力                                                                        | 8人分 | 領収書紛失                                                               | （未記載）                                                                      |            |
| 2005/06/21 | 大阪市                                                                          | 「いのちの塔」寄付者30万人分 | 三菱電機コントロールソフトウェア社員のPC盗難                             | （未記載）                                                                      |            |
| 2005/06/20 | 米ビザ・インターナショナル、米マスターカード・インターナショナル                | 米ビザ・インターナショナルクレジットカード情報2,400万件以上、米マスターカード・インターナショナル：クレジットカード情報1,390万件以上。 | 不正アクセス。                                                           | 二次被害（クレジットカード不正利用）あり。                                      |            |
| 2005/06/14 | NTTドコモ・埼玉県内店舗                                                         | 利用者の契約申込書62人分 | 紛失                                                                     | （未記載）                                                                      |            |
| 2005/06/13 | So-net                                                                          | 364件分 | 内部流出の可能性。                                                       | （未記載）                                                                      |            |
| 2005/06/09 | ウィルコム                                                                      | 顧客2000社分+社員59人分 | ノートPC盗難                                                             | （未記載）                                                                      |            |
| 2005/06/06 | 米シティグループ                                                                | 390万件紛失 | （未記載）                                                               |                                                                                 |            |
| 2005/06/02 | 愛知県一宮市の公立小学校                                                        | 児童525人分+教職員の個人情報 | 教員のPCがWinnyウイルスに感染                                            | （未記載）                                                                      |            |
| 2005/06/02 | NTT西日本                                                                       | 山口県内の顧客約84,000件 | USBメモリ紛失                                                            | （未記載）                                                                      |            |
| 2005/06/01 | 三菱信託銀行                                                                    | 全国44店・合計173,000人分 | 紛失                                                                     | （未記載）                                                                      |            |
| 2005/05/24 | NTTデータ                                                                       | NTTデータ社員の個人情報11,835人分 | USBメモリ紛失                                                            | （未記載）                                                                      |            |
| 2005/05/24 | Yahoo! BB                                                                       | Yahoo! BBの会員情報900人分以上漏洩(86,000人分漏洩の可能性もあり)                                                                       | 元社員が全加入者660万人分の情報を持ち出し                                | DMに流用                                                                        |            |
| 2005/05/23 | パソコンスクール運営のアビバ                                                    | クレジットカード情報含む申込書131人分                                                                                                  | 社員がクレカ情報持ち出し・悪用                                           | 二次被害（カード不正利用）18件。                                                |            |
| 2005/05/23 | カカクコム                                                                      | メールアドレス22,511件 | 不正アクセス                                                             | （未記載）                                                                      |            |
| 2005/05/20 | ボーダフォン                                                                    | 携帯電話申込書の控え146人分。 | ソニーマーケティングが紛失。                                             | 公園で発見。                                                                    |            |
| 2005/05/12 | NTTドコモ東北                                                                   | 口座振替依頼書77件分 | 紛失                                                                     | （未記載）                                                                      |            |
| 2005/04/28 | UFJ銀行                                                                         | 取引先の取引先情報など企業情報347件 | FD紛失                                                                   | （未記載）                                                                      |            |
| 2005/04/25 | NTTデータ                                                                       | 個人情報2,146人分 | ノートPC盗難                                                             | （未記載）                                                                      |            |
| 2005/04/22 | ミニストップ                                                                    | さいたま市内店舗にて、携帯電話の物含む払込伝票63件分                                                                                   | 紛失後発見                                                               | （未記載）                                                                      |            |
| 2005/04/22 | みちのく銀行                                                                    | 約131万件 | CD紛失                                                                   | （未記載） 個人情報保護法の改善勧告第1号となる。                                |            |
| 2005/04/22 | ネクストコム（現三井情報）                                                      | 顧客情報2名分 | 運営中のメールマガジンで登録顧客2名のメールアドレスを約2,600名へ誤送信。 | （未記載）                                                                      |            |
| 2005/04/14 | 秋田県湯沢市                                                                    | 市民11,255人分ほか。 | 職員のPCがWinnyウイルスに感染                                            |                                                                                 | （未記載） |
| 2005/04/11 | 鈴鹿サーキットランド                                                            | 携帯サイトでのF1日本GP観戦券購入者29人分                                                                                               | ウェブ編集ミス                                                           | （未記載）                                                                      |            |
| 2005/04/09 | 三重県津市の県立津工業高校                                                      | 生徒276人分 | ノートPC盗難                                                             | （未記載）                                                                      |            |
| 2005/04/05 | リコー                                                                          | 顧客1万8700社分 | ノートPC盗難                                                             | （未記載）                                                                      |            |
| 2005/03/31 | みずほ銀行                                                                      | 全国167店・合計約27万人分。口座情報・各種金融申込書など。                                                                              | 紛失                                                                     | （未記載）                                                                      |            |
| 2005/03/30 | みずほ信託銀行本店・福岡/鹿児島支店                                             | 計約6,800人分。口座情報・各種金融申込書など。                                                                                          | 紛失                                                                     | （未記載）                                                                      | [ 346 ]    |
| 2005/03/30 | アメリカンファミリー生命保険                                                    | 約17,800人分。各種保険情報など。 | 紛失                                                                     | （未記載）                                                                      | [ 347 ]    |
| 2005/03/30 | ジェーシービー                                                                  | 約7,600人分。カード情報。 | FD紛失                                                                   | （未記載）                                                                      |            |
| 2005/03/30 | 岡山市の訪問介護施設「コスモケアサービス」                                      | 約90人分 | ファイル紛失                                                             | （未記載）                                                                      |            |
| 2005/03/30 | 東京電力千葉支店                                                                | 16人分。口座番号など。 | 紛失                                                                     | （未記載）                                                                      |            |
| 2005/03/30 | 名古屋市の水道局                                                                | 28人分。領収書など。 | 紛失                                                                     | （未記載）                                                                      |            |
| 2005/03/30 | 昭和シェル石油系列のガソリンスタンド(横浜市)                                    | 700人分。クレカ伝票。 | 盗難                                                                     | 二次被害（カード不正利用）138件。                                               |            |
| 2005/03/19 | 旅行会社のクラブツーリズム(近畿日本ツーリスト系列)                              | 約9万人分。ID・パスワードほか。 | 不正アクセス。                                                           | （未記載）                                                                      |            |
| 2005/03/09 | NTTドコモ東北                                                                   | 契約申込書205人分 | 紛失                                                                     | （未記載）                                                                      |            |
| 2005/02/14 | NTTドコモ                                                                       | 利用者分24,632件' | 内部流出の可能性                                                         | （未記載）                                                                      |            |
| 2005/01/31 | NTTドコモ東北                                                                   | 契約者資料127人分 | 紛失                                                                     | 数日後に発見回収                                                                |            |

### 2004年
| 日付       | 法人・団体名                                                             | 件数・人数                                   | 漏洩原因   | 漏洩内容・詳細・二次被害（悪用）など | 出典                                 |
| 2004       | 社会保険庁                                                               | （未記載）                                   | 故意       | 社会保険庁の職員1,574名が、私用目的で年金加入者の年金納付記録を閲覧した。 一部の社会保険庁職員が、故意にマスメディア等へ情報漏洩していた。年金未納問題#個人情報の漏洩・政治家の年金未納問題 |                                      |
| 2004/10/06 | NTTドコモ九州                                                            | 件数および流出人数は不明                     | 故意       | 北九州支店に勤務していた元派遣社員が2004年9月28日、詐欺幇助の疑いで警視庁に逮捕された。容疑は、元派遣社員が2003年4月から6月まで同社北九州支店に勤務した際、支店の地下倉庫に保管していた契約申込書のクレジットカード番号などを書き写し、インターネットオークションの詐欺グループに売り渡していた。 |                                      |
| 2004/09/21 | NTTドコモがPHSの「いまどこサービス」のシステム保守業務を委託している会社 | 一部の顧客に関する個人情報56,396件           | 紛失・盗難 | 個人情報が記録されているパソコンが盗難された為 |                                      |
| 2004/03/31 | サントリー                                                               | 健康食品のモニター応募者の個人情報 約8万人分 | （未記載） | （未記載） | [ 348 ]                              |
| 2004/03/25 | アッカ・ネットワークス                                                   | 加入者の個人情報約110万人分                  | （未記載） | （未記載） | [ 349 ]                              |
| 2004/03/09 | ジャパネットたかた                                                       | 顧客の個人情報 約66万人分                    | 故意       | （未記載） | [ 350 ]                              |
| 2004/01/23 | Yahoo! BB加入者の個人情報                                                | 約452万人分（ソフトバンクBB）                | 故意       | （未記載） | 別項目 Yahoo! BB顧客情報漏洩事件参照 |

### 2003年
| 日付       | 法人・団体名     | 件数・人数                                | 漏洩原因   | 漏洩内容・詳細・二次被害（悪用）など | 出典 |         |
| 2003/11/19 | ファミリーマート | ファミマ・クラブ会員の個人情報 約18万人分 | （未記載） | （未記載）                           |      | [ 351 ] |
| 2003/06/26 | ローソン         | ローソンパス会員の個人情報 約56万人分     | （未記載） | （未記載）                           |      | [ 352 ] |

### 2002年
| 日付       | 法人・団体名             | 件数・人数 | 漏洩原因             | 漏洩内容・詳細・二次被害（悪用）など | 出典    |
| 2002/05/26 | 東京ビューティーセンター | 約3万人分  | インターネットに流出 | 二次被害（迷惑メールなど） 被害者14人が東京地方裁判所に提訴し、二次被害を受けた13人は3万5千円、受けなかった1人は2万2千円の損害賠償を認める判決が言い渡された。 | [ 353 ] |

### 2000年
| 日付       | 法人・団体名 | 件数・人数         | 漏洩原因 | 漏洩内容・詳細・二次被害（悪用）など | 出典       |         |
| 2000/03/02 | SCE          | 266人分 の個人情報 | PlayStation 2の予約を行っていたソニー・コンピュータエンタテインメント公式のネットショップである「Playstation.com」から流出。 | （未記載）                           | （未記載） | [ 354 ] |